# Бруклин Нетс
«Бру́клин Нетс» (англ. Brooklyn Nets) — американский профессиональный баскетбольный клуб, располагающийся в Бруклине, Нью-Йорк. Выступает в Атлантическом дивизионе Восточной конференции Национальной баскетбольной ассоциации. Клуб был основан в 1967 году и до 1976 года выступал в Американской баскетбольной ассоциации. Владельцем команды является сооснователь Alibaba миллиардер Джозеф Цай.
«Нетс» дважды завоёвывали чемпионский титул в АБА в 1974 и 1976 годах. Наибольшим успехом команды в НБА является титул чемпиона конференции, который команда завоёвывала в 2002 и 2003 годах.
13 апреля 2012 года Совет генеральных менеджеров НБА одобрил переезд «Нью-Джерси Нетс» на новую арену «Барклайс-центр», располагающуюся в Бруклине, Нью-Йорк. В связи с переездом в Нью-Йорк клуб сменил своё название на «Бруклин Нетс», что стало третьим переименованием в его истории. Команда сменила эмблему, а также основные цвета, которыми стали белый и чёрный.

## История клуба

### 1967—1976: АБА

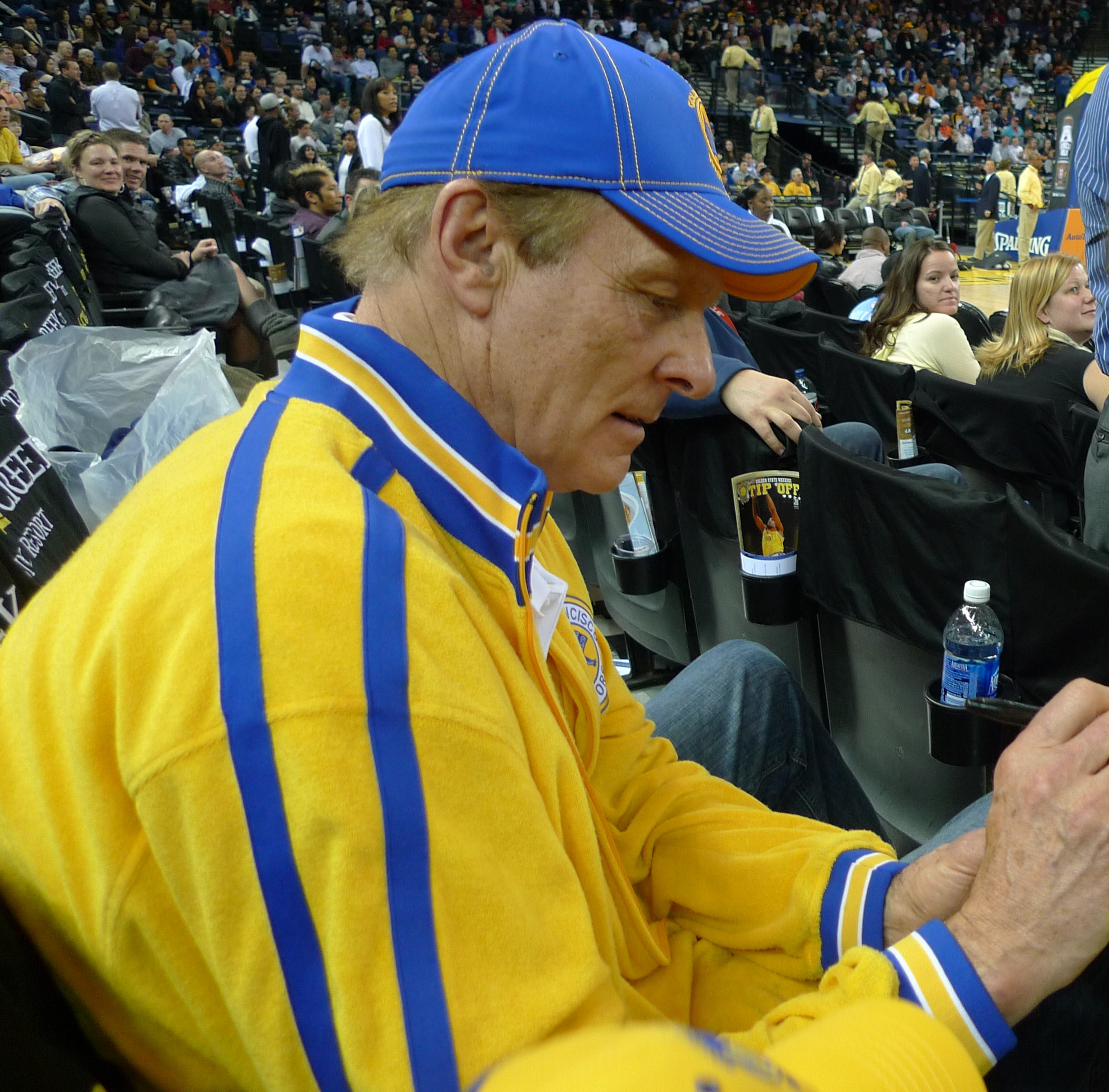
Рик Бэрри был лидером «Нью-Йорк Нетс» в 1970—1972 годах

Клуб был основан в 1967 году промышленным магнатом Артуром Брауном и выступал в Американской баскетбольной ассоциации. Первоначально команда называлась «Нью-Йорк Американс» и домашние игры проводила на складе оружия 69-го полка в восточной части Манхэттена. Однако за месяц до начала регулярного чемпионата клуб был вынужден покинуть это помещение. Артур Браун не смог найти подходящего места для домашних игр в Нью-Йорке, ближайшим вариантом был склад оружия, располагающийся в Тинеке, Нью-Джерси. Команда переехала и поменяла своё название на «Нью-Джерси Американс».
«Американс» заканчивали свой первый сезон встречей с «Кентукки Колонелс», в борьбе за последнюю путёвку в плей-офф. Однако склад оружия, на котором команда проводила свои домашние встречи, был занят и им пришлось в последнюю минуту искать новое место для проведения игры. Им стала «Коммак-арена» в Нью-Йорке, но когда команды прибыли на стадион они наблюдали странную картину. В полу отсутствовали некоторые доски и болты, у баскетбольных корзин не было щитов, да и сами они находились на разной высоте. По полу был разбросан утеплитель, оставшийся после хоккейного матча накануне. После того, как «Колонелс» отказались играть, комиссионер лиги Джордж Майкен присудил техническое поражение «Нью-Джерси Американс», и «Кентукки» автоматически попали в плей-офф.
Несмотря на конфуз с плей-офф, Браун решил перевезти команду на «Коммак-арену» в Нью-Йорке. Клуб сменил название на «Нью-Йорк Нетс». Таким образом, Браун решил проблему с домом для своей команды, но не смог решить вторую — подписать контракт со звездой студенческого баскетбола Лью Алсиндором. Талантливый центровой сообщил, что готов выслушать по одному предложению от АБА и НБА. Предложение от клуба НБА «Милуоки Бакс» оказалось лучше предложения «Нетс», и Альсиндор начал свою профессиональную карьеру в НБА. Свой первый сезон в Нью-Йорке команда закончила на последнем месте в лиге, выиграв всего 17 матчей из 78. После окончания сезона Браун продал свою команду мануфактурному магнату Рою Буи. При новом владельце клуб приобрёл Рика Бэрри, игрока «Вирджинии Скуэйрз», а арена «Исланд-гарден», в восточной части Хампстеда, стала их новой домашней площадкой. Под руководством Буи «Нетс» финишировали на четвёртом месте в Восточном дивизионе и впервые попали в плей-офф, где уступили «Кентукки Колонелс» в серии из семи игр. После сезона 1969—1970 годов команда переехала в «Нассау Ветеранс Мемориал Колизеум», где и провела следующие два сезона. «Нетс» провели ровный сезон 1970—1971 годов, одержав 40 побед при 44 поражениях и вышли в плей-офф. Но вновь проиграли в полуфинале Восточного дивизиона, на этот раз команде «Вирджиния Скуэйрз» в шестиматчевой серии.

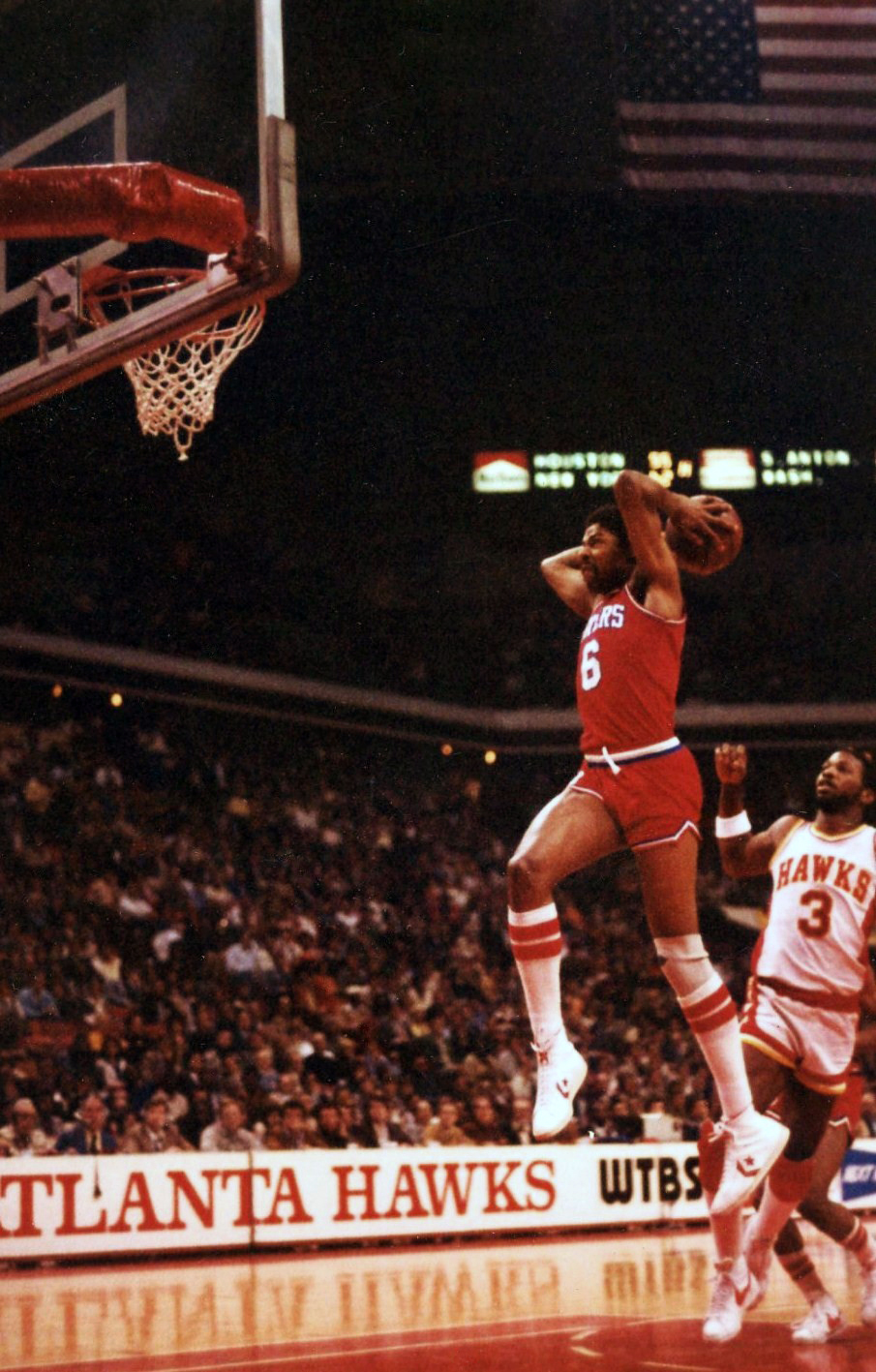
Джулиус Ирвинг дважды становился самым ценным игроком и дважды выигрывал чемпионат АБА вместе с «Нетс»

В сезоне 1971—1972 годов «Нетс» стали серьёзной силой в лиге, АБА получила яркий коллектив в одном из самых крупных рынков в стране, что благоприятно сказывалось на популярности лиги. Бэрри набирал 31,5 очка в среднем за матч, являясь одной из звёзд АБА. Имея сбалансированную команду и полноценного лидера, «Нетс» сумели добраться до финала АБА, где они уступили команде «Индиана Пэйсерс», проиграв серию со счётом 2-4. В межсезонье Бэрри покинул команду, перейдя в клуб НБА «Голден Стэйт Уорриорз». После потери своей главной звезды команде потребовалась перестройка. В следующем сезоне «Нетс» с трудом пробились в плей-офф, где уступили в первом раунде «Каролине Кугарс» в серии из пяти матчей.
В межсезонье перед чемпионатом 1973—1974 годов случилось одно из главных событий в истории клуба — был подписан контракт с самой яркой звездой лиги Джулиусом Ирвингом. «Нетс» во главе с Ирвингом закончили сезон с 55 победами при 29 поражениях. Ирвинг стал самым ценным игроком АБА по итогам регулярного сезона и самым результативным игроком лиги. «Нетс» легко прошли плей-офф. В полуфинале Восточного дивизиона были обыграны «Вирджиния Скуэйрз», с общим счётом 4-1. Затем баскетболисты «Нью-Джерси» разгромили «Кентукки Колонелс» в финале дивизиона, набирая в среднем на 12 очков больше своих оппонентов. В финальной серии «Нетс» встречались с «Ютой Старз». Ирвинг привёл свою команду к победе в пятиматчевой серии, и «Нью-Джерси Нетс» впервые выиграли титул чемпионов АБА. После этой победы «Нетс» не уступали в популярности «Нью-Йорк Никс». В следующем сезоне «Нетс» защищали свой титул с той же стартовой пятёркой, что выиграла его в прошлом году. Клуб одержал рекордные 58 побед, что до сих является достижением, которое «Нетс» не могут превзойти. Но в плей-офф «Нетс» неожиданно проиграл в первом раунде команде «Сент-Луис Спиритс» с общим счётом 1-4.
После неудачного выступления в плей-офф руководство клуба затеяло перестройку команды. Ларри Кенон и Билли Польц были обменяны в другие команды на Рича Джонса, Кима Хьюза и ещё двух баскетболистов. Сезон 1975/76 складывался удачно для «Нетс», Ирвинг был самым результативным игроком команды, набирая 29,2 очка в среднем за матч. Крепкая задняя линия в лице Брайана Тэйлора и Джона Уильямсона помогала Джулиусу обеспечивать положительные результаты для «Нью-Джерси». Команда победила в 55 играх регулярного сезона, финишировав в пяти победах позади «Денвер Наггетс». В полуфинале АБА клуб встречался с «Сан-Антонио Спёрс». Несмотря на потерю своего ведущего игрока Пола Сайласа, команда из штата Техас смогла навязать борьбу, доведя серию до счёта 3-3. В решающем седьмом матче «Нетс» оказались сильнее и вышли в финал, где их ждал «Денвер Наггетс». На первый матч, который состоялся в Денвере пришло 19 034 зрителя, что стало рекордом АБА. Они стали свидетелями захватывающей игры — Джулиус Ирвинг набрал 45 очков и забросил победный бросок в концовке матча. Несмотря на 48 очков Ирвинга во второй игре серии, «Наггетс» сумели выиграть и сравняться с «Нетс» по количеству побед. Команды переехали в Нью-Йорк и перед родной публикой баскетболисты «Нетс» сумели выиграть две встречи подряд. «Наггетс» сократили отставание в Денвере, но в шестом матче «Нью-Йорк» оформил победу в плей-офф и стал последним чемпионом АБА. Ирвинг получил звание самого ценного игрока финала, а также награду самому ценному игроку сезона.
После окончания сезона «Сан-Антонио Спёрз», «Индиана Пэйсерс», «Денвер Наггетс» и «Нью-Йорк Нетс» перешли в НБА. Это стоило 8 млн долларов для «Нетс», 3,2 млн пошли к НБА, а 4,8 млн отправились в казну «Нью-Йорк Никс», за право выступать в том же городе, что и они. Угроза недопуска к играм чемпионата в случае невыплаты 3 млн долларов нависла над командой дамокловым мечом. Команда, находясь на грани разорения, была вынуждена пойти на переговоры с Джулиусом Ирвингом по вопросу серьёзного снижения зарплаты. Он не согласился играть в «Нетс» на таких условиях. Клубу пришлось пойти на крайние меры — он предложил контракт Ирвинга «Никс» в обмен на погашение их долга, но предложение было отвергнуто. Руководству не оставалось никакого выбора, кроме как продать Ирвинга в «Филадельфию Севенти Сиксерс» за те самые 3 млн долларов.

### 1976—1980: НБА и возвращение в Нью-Джерси

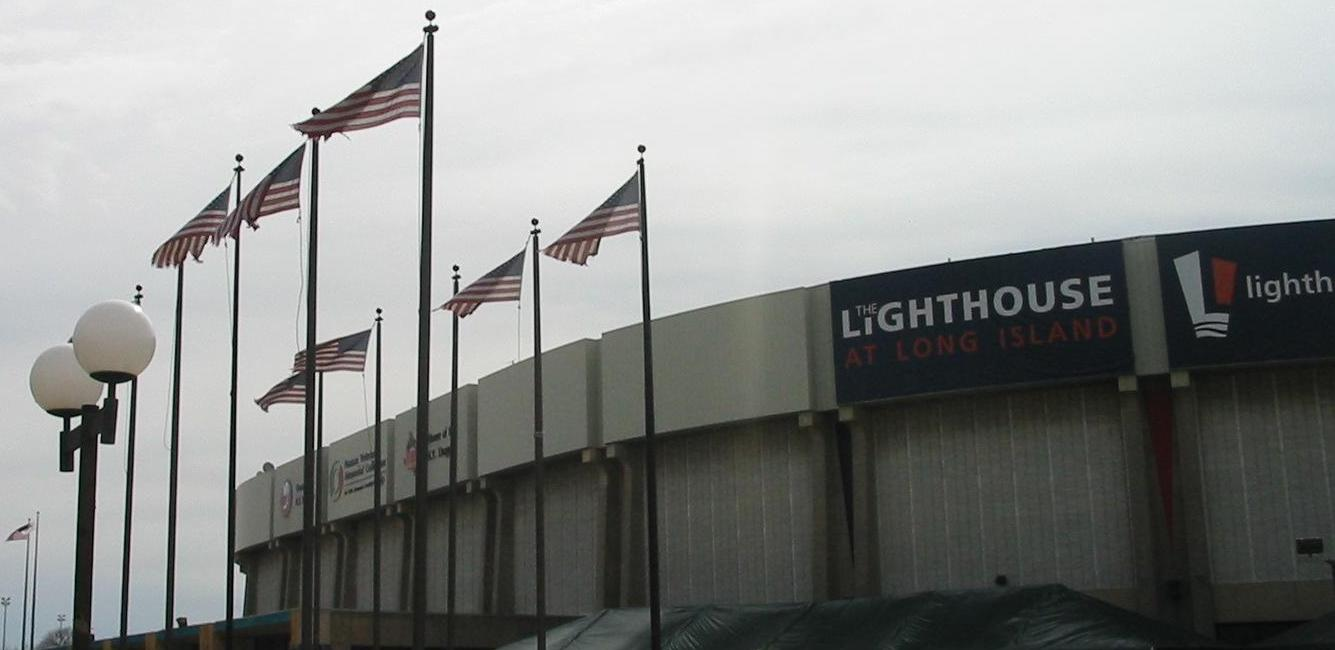
Стадион «Нетс» в период 1972—77.

В 1976 году произошло слияние НБА и АБА, в результате чего «Нетс» вместе с ещё тремя клубами («Наггетс», «Пэйсерс» и «Спёрс») перешли в НБА. Ещё в 1975 году «Нетс» и «Наггетс» подали заявки на участие в НБА, однако судебное постановление вынудило команды ещё один сезон отыграть в АБА. Перед своим первым чемпионатом в НБА состав «Нетс» пополнил защитник Нейт Арчибальд. Казалось, что «Нетс» были сбалансированной командой, готовой не сходить со своих позиций, завоёванных ими в АБA, но без Ирвинга «Нью-Йорк Нетс» провалили сезон. Они потеряли все шансы на успех в январе, когда Арчибальд сломал ногу. Итогом всему стал самый худший результат в лиге — 22 победы при 60 поражениях, клуб не смог пробиться в плей-офф.
В сезоне 1977/78 годов команда перебралась из Нью-Йорка в Нью-Джерси и вновь сменила название, теперь клуб назывался «Нью-Джерси Нетс». Но это не помогло им улучшить свои результаты, «Нетс» вновь стали одним из самых слабых коллективов в НБА. Из-за низкой посещаемости игр команды (3466 зрителей в среднем за матч — 21-й результат из 22), а также плохого финансового положения, владелец клуба — Буи продал его в 1978 году группе, состоящей из семи местных бизнесменов, известных также, как «Гудзонская Семёрка».
Изменения положительно сказались на результатах команды — в сезоне 1978/79 годов «Нетс» впервые вышли в плей-офф НБА. В играх на вылет «Нью-Джерси» уступили в первом раунде «Филадельфии». Следующие два сезона «Нетс» закончили на последнем месте в своём дивизионе, не выйдя в плей-офф.

### 1980—1985: Время больших перспектив
В 1981 году команда переехала в новую «Брендан Байрн-арену» (в 1996 году называлась «Континентал Эйрлайнз-арена», а в октябре 2007 была переименована в «Айзод-центр»). Ларри Браун был назначен новым тренером «Нетс» перед сезоном 1981/82 годов. Браун устроил перестройку в команде, обновив состав, в частности, в Нью-Джерси перебрался Рэй Уильямс. Он стал основным разыгрывающим команды, набирая по 20,4 очка и делая по 6 передач в среднем за матч в своём дебютном сезоне за «Нетс». Баскетболисты «Нью-Джерси» закончили сезон с показателями 44 победы при 38 поражениях и вышли в плей-офф. В первом раунде команда не смогла пройти «Вашингтон Буллетс», уступив в серии со счётом 0-2.
Сезон 1982/83 годов стал самым успешным для «Нетс» со времени их присоединения к НБА. В межсезонье команду пополнил центровой Дэррил Доукинс, он пришёл в команду из «Филадельфии Севенти Сиксерс». «Шоколадный Гром» (прозвище Доукинса) приносил команде пользу в виде 12 очков в среднем за матч. Также он установил рекорд лиги, получив за сезон 379 фолов. Лидерами команды стали Бак Уильямс и Альберт Кинг, набиравшие около 17 очков в среднем за игру. «Нетс» уверенно проводили регулярный сезон, побеждая почти в 60 % своих матчей. Но, незадолго до начала игр плей-офф, Ларри Браун подал в отставку, приняв предложение Канзасского университета стать главным тренером их баскетбольной команды. «Нью-Джерси» не смогли найти свою игру после тренерской замены, результатом чего стал вылет в первом раунде плей-офф от их принципиального соперника «Нью-Йорк Никс».
«Нетс» закончили первую половину следующего сезона с результатом 20 побед при 20 поражениях. После Матча всех звёзд, в котором принял участие игрок «Нетс» Отис Бёрдсонг, команда начала показывать стабильные результаты и завершила сезон с показателями 45 побед при 37 поражениях. «Нью-Джерси» выиграли свою первую серию плей-офф в НБА, нанеся поражение действующим чемпионам ассоциации — Филадельфии Севенти Сиксерс. После этого знаменательного события последовало поражение от «Милуоки Бакс» в серии из шести матчей.
В сезоне 1984/85 году многих игроков команды преследовали травмы, несмотря на это, «Нетс» смогли выиграть 42 игры и вышли в плей-офф, где уступили «Детройт Пистонс» в первом раунде со счётом 0-3. На протяжении следующих восьми сезонов Нью-Джерси не могли подобраться к результату — 42 победы в регулярном чемпионате.

### 1986—1989: Травмы и поражения

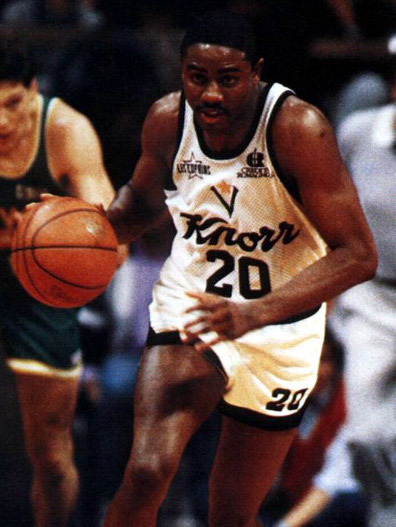
Четырёхкратный участник Матча всех звёзд Майкл Рэй Ричардсон был пожизненно дисквалифицирован НБА за приём наркотиков в возрасте 31 года.

С новым главным тренером Дэйвом Уолем «Нетс» удачно стартовали в сезоне 1985/86 годов, имея соотношение побед и поражений — 23-14. Многообещающий старт был рассеян после перерыва на Матч всех звёзд, где Майкл Рэй Ричардсон был уличён в приёме наркотиков, за что был пожизненно отстранён от участия в играх НБА. Основной центровой «Нью-Джерси» Дэррил Доукинс получил серьёзную травму и также не смог помочь команде. Тем не менее, «Нетс» заняли седьмое место в конференции и попали в плей-офф, где были разгромлены командой «Милуоки Бакс» в первом раунде. В течение следующих шести сезонов «Нетс» ни разу не смогли попасть в плей-офф.
В межсезонье с «Нью-Джерси» подписал контракт Орланд Вулридж и был задрафтован Дуэйн Вашингтон. Доукинс пропустил большую половину сезона 1986/87 годов из-за повторного повреждения спины, защитник Оттис Бёрдсонг провёл только семь игр регулярного чемпионата (травма голени), а Дуэйн Вашингтон демонстрировал игру низкого уровня в своём дебютном сезоне. «Нетс» закончили сезон с результатом 24 победы при 58 поражениях, что стало худшим результатом клуба с 1980 года.
Руководство «Нетс» обменяло Дэррила Доукинса на Джона Баглей и Кита Ли, это было сделано во многом из-за склонности центрового к травмам. На драфте, под общим 3-м номером, был выбран Деннис Хопсон — атакующий защитник, который должен был укрепить заднюю линию «Нетс». Позднее, на том же драфте, были выбраны Скотти Пиппен, Реджи Миллер и Кевин Джонсон. Клубу из Нью-Джерси вновь не удалось избежать многочисленных травм по ходу регулярного сезона — Баглей, Ли и запасной Тони Браун не смогли помочь команде в начале сезона 1987/88 годов. После первых пятнадцати игр в отставку был отправлен главный тренер команды Дэйв Уоль. Команда сменила трёх тренеров на протяжении сезона и закончила его на предпоследнем месте, что стало самым худшим результатом для «Нетс» с момента вступления в НБА.
Хопсон был не способен оправдать ожидания организации, также, как и выбранные в первом раунде Крис Моррис (1988) и Муки Блэйлок (1989). Сезон 1989/90 «Нетс» закончили с соотношением побед-поражений 17-65, что также, на тот момент, стало худшим результатом в истории команды.

### 1990—1993: Дражен Петрович

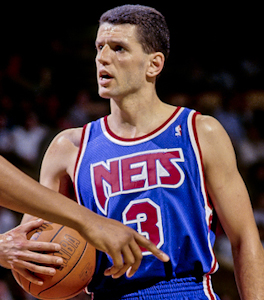
Член Зала славы баскетбола Дражен Петрович провёл три сезона в составе «Нью-Джерси», прежде чем погиб в автокатастрофе. Его 3-й номер был навечно закреплён «Нетс».

В начале девяностых «Нетс» начали формировать команду из молодых игроков. Были задрафтованы Деррик Колман и Кэнни Андерсон, в результате обмена с Портлендом был получен атакующий защитник Дражен Петрович. Несмотря на не самые удачные выступления в сезоне 1991/92, команда вышла в плей-офф, где уступила «Кливленду» 1-3.
Игра команды значительно улучшилась в сезоне 1992/93. Колмен, Петрович и Андерсон демонстрировали отличную игру под руководством прежнего главного тренера Чака Дэйли. Однако травмы, которые получили Петрович и Андерсон, негативно отразились на результатах и концовка сезона была провалена — 10 поражений и всего-навсего одна победа в последних 11 матчах регулярного чемпионата. «Нетс» занимают шестую строчку в конференции с показателем 43-39 и попадают в плей-офф, вновь на «Кливленд Кавальерс». К началу серии между этими командами Андерсон залечил руку, а Петрович играл с больным коленом. Нью-Джерси упорно сражались, серия дошла до пятого матча, где «Кливленд» одержал победу. Однако оптимистичный настрой игроков резко сменился на противоположный. 7 июня Петрович погиб в результате несчастного случая на дороге, во время отпуска в Германии. Ему было 28 лет.
Несмотря на потерю Петровича, «Нетс» одержали 45 побед в сезоне 1993/94. Андерсон и Колмен были единственными представителями от Нью-Джерси на звёздном уик-энде. Сезон окончился тем, что «Нетс» проиграли в первом раунде плей-офф «Нью-Йорк Никс» 1-3. Дэйли ушёл из команды в межсезонье, его место занял Буф Бэд (как игрок, он был выбран на драфте в 1969 году под десятым номером Атлантой).
В 1995 году произошёл скандал среди игроков «Нетс». Авторитетное американское издание Sports Illustrated выбирало кандидатуру для проведения тематической фотосессии. Бенуа Бенджами, Колманйн Шинциус и Крис Моррис хотели участвовать в съёмках, в итоге место получил Деррик Колман. Игроки вмиг окрестили его самым эгоистичным игроком НБА и называли ребёнком. Этот случай негативно сложился на образе команды в СМИ. Авторитет команды был настолько ничтожен, что её даже думали переименовать в «Swamp Dragons» или «Fire Dragons», но от идеи быстро отказались. Сезоны 1994/95 и 1995/96 годов команда закончила с одинаковым соотношением побед и поражений 30-52.

### Перестройка и ребрендинг (1996—2001)
Руководство решило начать всё с начала. Коулмен и Андерсон были оба обменяны в течение сезона 1995/96, а Джон Калипари был назначен новым главным тренером команды. На драфте 1996 года под восьмым номером был выбран Керри Киттлс, так же в межсезонье в команду пришёл Сэм Касселл (Крис Гартлин, Джим Джексон, Джордж Макклауд и Эрик Монтросс — эти игроки отправились в Даллас, а Шон Бредлей, Эд О’Бэннон, Роберт Пак и Халид Ривс, Сэм Касселл — в Нью-Джерси). Следующий сезон команда закончила с показателями 26-56. На драфте был выбран Тим Томас, который сразу же был обменян на Кита Ван Хорна, Люциуса Харриса и ещё двух игроков. Единственный игрок, который был в клубе с ранних девяностых — Джейсон Уильямс, после окончания карьеры получил должность в тренерском штабе команды.
Сезон 1997/98 годов был ярким пятном в неудачных сезонах «Нетс» второй половины девяностых годов. Команда играла хорошо под руководством Калипари, одержала победу в 43 матчах и в последний момент вскочила на уходящий поезд в плей-офф. В 1998 году мощный форвард Джейсон Уильямс был выбран запасным на матч всех звёзд. В плей-офф «Нетс» встречались с лучшей командой конференции — Чикаго и проиграли серию 0-3. Но играла команда хорошо и в первых двух встречах была очень близка к победе.
В 1998 году «Гудзонская Семёрка» продаёт команду местным предпринимателям, которые заключают соглашению с владельцем «Нью-Йорк Янкис» Джорджем Стейнбреннером. Организуется холдинг YankeeNets, с помощью которого планируется добиться увеличения количества трансляций, ведя переговоры вместе. Нью-Джерси расторгают контракт с Cablevision, YankeeNets запускают новый региональный телеканал — YES Network, который будет транслировать максимальный объём игр этих двух команд.
Сезон 1998/99 был задержан на три месяца из-за локаута. Когда сокращённый до 50 игр сезон стартовал, специалисты называли «Нетс» тёмной лошадкой и предсказывали неплохие результаты. Однако Касселл получил травму в первой же игре, и команда плохо стартовала. Ужасное соотношение побед и поражений 3-15 заставило руководство совершить несколько обменов. Команду покидает Сэм Касселл, а из Миннесоты, в результате обмена, приходит Стефон Марбери. После ещё двух поражений Калипари покидает тренерский пост, оставляя команду с 17 поражениями при 3 победах. Команда так и не нашла свою игру в этом сезоне, закончив его 16-34. За несколько матчей до конца чемпионата «Нью-Джерси» играли с «Атлантой», где произошло столкновение Стефона Марбери с Джейсоном Уильямсом, в результате которого последний ломает голень. Эта травма ставит крест на карьере Уильямса.
С 1990 по 1997 год «Нетс» играли на дизайнерском паркетном покрытии, на таком же, как и Бостон, Орландо и Миннесота, когда они проводили домашние игры в «Континентал Эйрлайнс-арене».
В 2000 году был избран новый президент клуба — Род Торн, известный драфтом Майкла Джордана во время своего пребывания в Чикаго Буллз. Род Торн сразу начал собирать составные элементы самой талантливой команды с чемпионов АБА середины 1970-х годов. Он нанял бывшую звезду НБА Байрона Скотта в качестве тренера. На печально известном слабом драфте НБА 2000 года под первым номером «Нетс» выбрали Кеньона Мартина из университета Цинциннати. Стефон Марбери и Кейт Ван Хорн стали звёздами в Нью-Джерси. Марбери вошёл в третью сборную всех звёзд НБА и впервые в 2001 году стал участником Матча всех звёзд НБА. Но, несмотря на все его индивидуальные усилия, постоянные травмы препятствовали командной химии, и «Нетс» были не в состоянии достигнуть плей-офф в каждом из сезонов, где Марбери являлся игроком стартового состава. Ночью перед драфтом 2001 года они обменяли права на свой выбор в первом раунде (Эдди Гриффин) в «Хьюстон Рокетс» за Ричарда Джефферсона, Джейсона Коллинза и Брэндона Армстронга, и выбрали во втором раунде Брайана Скалабрини. Широкий обмен считали умным ходом «Нетс», поскольку они должны были стать моложе и очистить большую часть непродуктивного груза, который был на скамейке запасных, так как у «Нетс» были самый низкий набор очков и самые возрастные запасные в предыдущем сезоне лиги.

### 2001—2004 Эра Джейсона Кидда

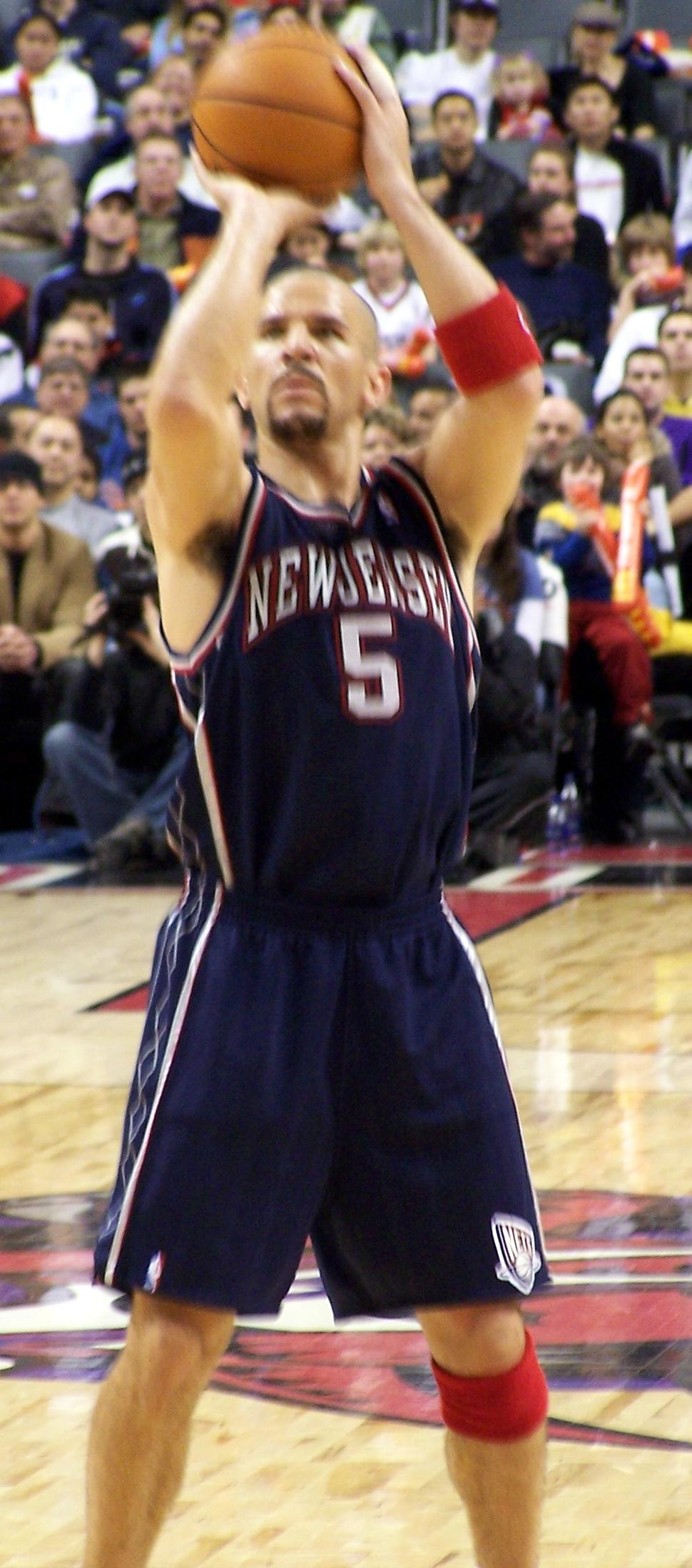
Джейсон Кидд в «Нетс». Он был приобретён командой в 2001 и привёл Нью-Джерси к двум финалам НБА.

На следующий день после драфта-2001 Торн сделал свой самый смелый шаг. Он обменял звёздного Марбери и ролевого игрока Джонни Ньюмена в «Финикс Санз» на звёздного атакующего защитника Джейсона Кидда и центрового Криса Дадли (которого «Нетс» позже отпустили). «Нетс» также подписали бывшего центрового «Филадельфии 76» Тодда Маккалоха, который в то время, как полагали, был развивающимся центровым в лиге. «Нетс» провели лучший сезон в НБА, и в процессе стали одной из самых захватывающих команд в лиге. Команда впервые стала лучшей в Атлантическом дивизионе и в Восточной конференции, закончив регулярный сезон 52—30. В первом раунде плей-офф им предстояла встреча с восьмой командой конференции — «Индианой Пэйсерс».
После поражения дома в первом матче, «Нетс» взяли реванш, на выезде снова победили, но в 4 матче серии позволили «Индиане» сравнять счёт. В 5 матче при полном зале «Нью-Джерси» сыграли одну из самых незабываемых игр в истории плей-офф НБА. «Нетс» вели девять очков за пять минут до конца матча, однако «Индиана» прибавила, и в конце Реджи Миллер забил трёхочковый бросок с 10,69 метров (35 футов) со свистком, переведя игру в дополнительное время. После того, как Миллер во второй раз перевёл игру в овертайм, вколотив данк, «Нетс» вытянули победу со счётом 120:109. Это единственная игра в истории НБА, когда каждая четверть (первая четверть, первая половина, третья четверть, вторая половина, первый овертайм) закончились с равным счётом.
В полуфинале Восточной конференции они победили «Шарлотт Хорнетс» 4-1, чтобы впервые побороться за титул чемпиона Восточной конференции, где их ждал «Бостон Селтикс». Эта серия запомнилась разбитым глазом Кидда, в результате чего, игроку наложили 32 шва. После выигранной первой игры у Бостона, «Нетс» проиграли следующих два матча серии. В третьей игре Нью-Джерси вели 21 очко перед заключительной четвертью, но потрясающее возвращение в игру позволило «Селтикс» победить со счётом 94:90, и они повели в серии 2-1. В четвёртой игре, сыгранной на День памяти вечером в Бостоне, «Нетс» лидировали большую часть времени матча, но снова «Селтикс» сравняли счёт в матче, когда оставалась минута до конца. Однако в этой игре «Нью-Джерси» не позволили «Бостону» победить. В концовке матча Харрис забил два штрафных броска за 6,6 секунды до конца четверти. У лидера «Селтикс» был шанс сравнять счёт, но Пол Пирс дважды промахнулся с линии штрафного за 1 секунду до истечения времени. Счёт в серии стал 2-2. В пятой игре «Нетс» совершили рывок 20:1 в начале четвёртой четверти, что позволило без усилий победить 103:92 и повести в серии 3-2. В шестой игре Нью-Джерси отстали на десять очков перед большим перерывом, но сплотились во второй половине и вернули себе лидерство. Трёхочковый бросок Ван Хорна с передачи Кидда за 50 секунд до конца матча позволил «Нью-Джерси» выиграть серию 4-2 и впервые стать победителями Восточной конференции.
В Финале НБА 2001/02 «Нетс» были сметены Шакилом О’Нилом, Кобе Брайантом и «Лос-Анджелес Лейкерс».
Перед сезоном 2002/03, «Нетс» обменяли Ван Хорна и Маккаллоха, чтобы приобрести Дикембе Мутомбо у «Филадельфии 76». Ход, направленный на усиление команды не сработал, поскольку Мутомбо пропустил большую часть сезона из-за травмы запястья и получил немного времени в плей-офф из-за разногласий с тренером Байроном Скоттом. Несмотря на отсутствие Мутомбо, «Нью-Джерси» закончили чемпионат с 49 победами и 33 поражениями и вновь стали лучшими в Атлантическом дивизионе. Сезон 2002/03 стал лучшим в карьере Кидда, Кеньона Мартина, Ричарда Джефферсона и Люциуса Харриса, который, в свою очередь, занял второе место в борьбе за награду Лучший шестой игрок. В плей-офф НБА сезона 2002/03 «Нетс» выиграли второй раз подряд титул чемпиона Восточной конференции. Они победили «Милуоки Бакс» в первом раунде плей-офф со счётом 4-2, во втором — Бостон, а в финале конференции — «Детройт Пистонс».
В финале НБА-2003 на этот раз «Нетс» встретились с «Сан-Антонио Спёрс». Первые четыре игры серии закончились с результатом 2-2. В то же самое время, «Нью-Джерси Девилз» устроили на домашней площадке «Нетс» празднование третьего Кубка Стэнли за 9 лет, победив «Анахайм Дакс» со счётом 3:0 в решающей седьмой игре финала Кубка Стэнли. Однако «Нетс» играли неуверенно и проиграли дома в пятой игре. В шестой игре «Нетс» по ходу матча опережали «Сан-Антонио» на 10 очков, но, когда в начале четвёртой четверти «Спёрс» сделали рывок 19:0, «Нью-Джерси» уже не смогли их догнать. «Сан-Антонио» завоевал чемпионство в шести играх. Таким образом, штату Нью-Джерси не удалось завоевать оба титула НБА и НХЛ в одном году.
После финальной серии 2003 года Кидд стал свободным агентом, и «Спёрс» добивались его подписания. Однако Кидд снова подписал с «Нетс» контракт, заявляя, что у него остались «незаконченные дела» в Нью-Джерси. Другим фактором в решении Кидда стало подписание в качестве свободного агента Алонзо Моурнинга, который пропустил большинство игр сезона 2003/04 из-за почечной болезни.
В начале сезона 2003/2004 «Нью-Джерси» показывали слабую игру, вследствие чего в конце декабря Байрон Скотт был уволен с поста главного тренера. Его место занял помощник Скотта Лоуренс Фрэнк 26 января 2004.
«Нетс» воспрянули и снова стали победителями Атлантического дивизиона. В первом раунде плей-офф «Нью-Джерси» смели своего городского конкурента «Никс» 4-0. В полуфинале Восточной конференции «Нетс» были остановлены будущим чемпионом НБА — «Детройтом». После того, как команды разделили первые четыре игры (каждый выиграл с большим перевесом у себя дома), «Нетс» взяли пятый матч в Детройте только в третьем овертайме, после чего потерпели поражение в шестой игре в Нью-Джерси. В седьмом решающем матче «Пистонс» одержали уверенную победу и со счётом 4-3 вышли в финал конференции. Джейсон Кидд, игравший с травмированным коленом и нуждавшийся в операции после сезона, не набрал ни одного очка в седьмой игре.

### 2004—2008 Дуэт Кидда и Картера

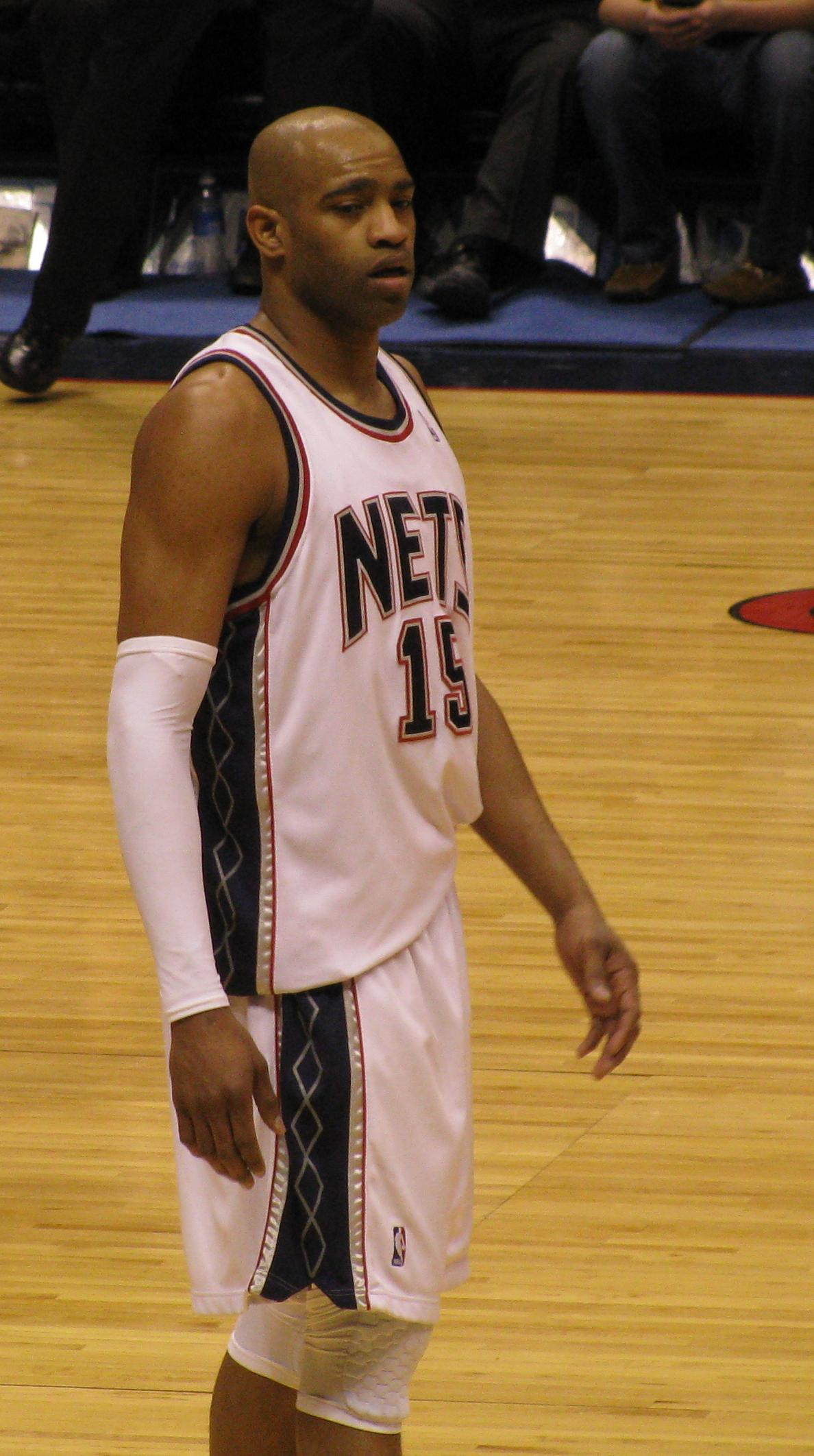
Винс Картер приходит в Нью-Джерси в 2004 году.

После сезона 2003/04 «Нетс» были вынуждены обновить команду. Они обменяли Керри Киттлса и Кеньона Мартина в «Клипперс» и «Наггетс», соответственно, также освободили Родни Роджерса и длительное время игравшего в «Нетс» Люциуса Харриса, поскольку новый владелец команды Брюс Рэтнер не хотел платить оставшуюся часть их контрактов. «Нью-Джерси» получили только право выбора на драфте в обмен на двух ключевых игроков в последних успехах команды, поскольку на момент обмена Киттлс и Мартин не были ценными активами (без ведома «Нью-Джерси» Киттлс пошёл под нож уже в пятый раз, чтобы исправить колено, а Мартин нуждался в операции из-за микропереломов в обоих коленях). Поэтому для болельщиков и специалистов сезон 2004/05 выглядел мрачным для «Нетс». Джейсон Кидд только выздоравливал после своей операции по микроперелому, поэтому команду вёл за собой юный Ричард Джефферсон. «Нью-Джерси» начали с 2 побед и 11 поражений. Даже с возвращением Кидда оптимизма не прибавилось. Для исправления ситуации «Нетс» удалось заключить крупную сделку — недовольный своим положением Винс Картера из «Торонто Рэпторс» был обменян на Алонзо Моурнинга (который позже был отпущен «Рэпторс» и впоследствии присоединился к «Майами Хит»), Эрика Уильямса, Аарона Уильямса и право выбора на драфте. Моурнинг выразил недовольство этим обменом, говоря, что Нетс предали его. Эта сделка сделала Нетс снова конкурентоспособными, имея в составе одних из лучших 1-2-3 номеров в лиге — Кидд, Картер и Джефферсон, соответственно. Однако это продлилось недолго — Джефферсон получил травму в матче против «Детройт Пистонс» и стал нуждаться в операции, после чего выбыл до конца регулярного сезона.
Казалось, шансы на плей-офф потеряны. Но, работая в паре с Киддом, Винс Картер сплотил команду, что позволило «Нетс» бороться за восьмую строчку Восточной конференции, дающей право выступить в плей-офф, вплоть до последнего матча регулярного сезона. В первом раунде «Нетс» играли с лучшей командой конференции — «Майами Хит», во главе с Шакилом О’Нилом и молодым Дуэйном Уэйдом. Преодолеть флоридскую команду, даже с оправившимся от травмы Джефферсоном, у «Нетс» не получилось, и они проиграли серию 4-0.
В течение межсезонья-2005 «Нетс» активно искали стартового качественного тяжёлого форварда на рынке свободных агентов. Они выбрали Антуана Райта (2,01 м свингмэна), потому что все талантливые тяжёлые форварды были взяты на драфте 2005 года, и ещё было нужно заполнить пустоту, оставленную Кеньоном Мартином.
В итоге, их выбор пал на Шарифа Абдур-Рахима. Однако в ходе медицинского обследования у него была обнаружена трещина в кости ноги, в результате чего соглашение было приостановлено до получения результатов второго медицинского обследования. 7 августа Абдур-Рахим заявил: «Я не думаю, что я хочу играть за „Нетс“». По его словам его нога не была повреждена и он никогда не пропускал игры в связи с травмами ноги. Через два дня руководство «Нетс» объявило об аннулировании контракта. Чтобы заменить Абдур-Рахима в составе клуба, «Нетс» приобрели Марка Джексона из «Филадельфии 76».
«Нью-Джерси» использовали часть остающегося исключения среднего уровня, чтобы возобновить контракт Клиффорда Робинсона на два года в ответ на отъезд Брайана Скалабрини. Также искали дублёра для Кидда, и «Нетс» активно оказывали внимание свободным агентам, например, Кейону Дулингу, но подписали, в конце концов, Джеффа Макинниса. Макиннис не стал решающим фактором в сезоне, и из-за травмы по ходу сезона был обменян.
«Нетс» скромно начали сезон 2005/06 — 9-12 в первых 21 играх. Однако вслед за сильной игрой Картера, Кидда и Джефферсона команда выиграла свои следующие 10 игр (заключительные 8 игр в декабре и первые 2 игры в январе), что позволило приблизиться к лидерам дивизиона. После победной серии у «Нью-Джерси» снова произошёл спад (выиграны только 13 из следующих 29 игр), но начиная с 12 марта «Нетс» одержали победы в ближайших 14 играх подряд — самая длинная победная серия в НБА этого сезона — и повторение командного рекорда 2004 года. Серия закончилась 8 апреля 2006 года, когда «Нетс» дома проиграли «Кавальерс» 108:102.
«Нью-Джерси» закончили регулярный сезон 2005/06 со статистикой 49-33 и в четвёртый раз победили в Атлантическом дивизионе за последние пять сезонов, также пройдя в плей-офф третьими сеянными. В первом раунде плей-офф НБА-2006 им противостояла шестая сеянная команда «Индиана Пэйсерс». Казалось, что «Нетс» вернулись к своей лучшей игре. Они победили «Пэйсерс» 4-2 и вышли во второй раунд, где им представился шанс взять реванш у «Майами Хит» за прошлогоднюю проигранную серию. Реванш не получился. Будущие чемпионы 2006 года «Майами» обыграли «Нетс» со счётом 4-1. Болельщикам оставалось только догадываться, как могла закончиться серия, если бы Клиффорд Робинсон, один из ключевых защитников команды, играющий персонально против Шакила О’Нила, не был бы временно отстранён после первой игры серии из-за не прохождения допинг-контроля.
Основным моментом сезона называют приглашение Винса Картера в команду Матча всех звёзд в 2006 году. Травма Джермейна О’Нила продвинула Картера, первоначально заявленного как запасного, к стартовой позиции. Джейсона Кидда, тем временем, включили в защитную сборную всех звёзд НБА в конце сезона.
«Нью-Джерси» показали слабые результаты в следующем сезоне 2006/07, но завершили его на яркой ноте, несмотря на шквал травм, обрушившийся в первой половине сезона. Многие эксперты до начала сезона предсказывали, что «Нетс» выиграют Атлантический дивизион с лёгкостью (Чарльз Баркли смотрел оптимистичнее и заявил, что «Нетс» победит в Восточной конференции), но сезон закончился не так, как надеялись. «Нью-Джерси» финишировал в регулярном сезоне с одинаковым показателем побед и поражений (41-41) и уступил первое место Атлантического дивизиона «Торонто». Потеря Ненада Крстича в начале сезона из-за странной травмы колена и двухмесячное отсутствие Ричарда Джефферсона, вызванного травмой лодыжки, заставили Нетс спотыкаться в середине сезона. Ричард Джефферсон смог вернуться в строй 9 марта в игре против «Хьюстона» и помог «Нетс» восстановить победный ритм, который позволил им выиграть 10 из последних 13 игр сезона.
По итогам регулярного сезона Кидд и Картер были включены в команду Востока на Матче всех звёзд НБА 2007, также Кидда выбрали во вторую защитную сборную всех звёзд. «Нью-Джерси» же закончил шестым на Востоке. Следовательно, в плей-офф их ждала встреча с третьей командой конференции, которой стали «Торонто», также соперники по дивизиону, что придавало дополнительную интригу. «Нетс» победили Торонто в шести матчах во многом благодаря решительным действиям в четвёртой четверти на обоих концах площадки Ричарда Джефферсона, продвигая их к победе с одним очком. Многие спортивные обозреватели предполагали, что Нью-Джерси выиграет у Кливленд и выйдет в финал Восточной конференции, но их плей-офф закончился в следующем раунде, поскольку они попали на Леброна Джеймса, привёдшего Кливленд к победе со счётом 4 — 2 в серии из семи матчей до четырёх побед. Во время их походов за чемпионством в НБА Нью-Джерси был устранён тремя из последних четырёх чемпионов Восточной конференции, двое из которых продолжали, чтобы выигрывать титул. Во время драфта НБА 2007 «Нетс» использовали 17 пик, чтобы выбрать «проблемного» игрока Бостонского колледжа Шона Уильямса.
Поклонники были рады за предстоящий сезон 2007/2008. Вместе с возвращением от травм Крстичем произошло присоединение звёздного центрового Джамала Маглойра и из первого раунда драфта 2007 Шона Уильямса (который был рассмотрен как лучший блокирующий в его классе драфта), «Нетс», как ожидали, оставались претендентом на Востоке. Но это привело, что многие поклонники Нью-Джерси рассматривали самым неутешительным сезоном десятилетия. Ранние травмы Винса Картера и Ненада Крстича нарушили сезон от самого начала. С небольшими яркими нотами сезон был полным беспорядком: полоса поражений с 9 играми для «Нетс», головная боль из-за Джейсона Кидда, обменивая игрока их клуба, и не добираясь до плей-офф впервые за 7 лет. 19 февраля 2008 года, Джейсон Кидд, Малик Аллен и Антуан Райт были обменяны в «Даллас Маверикс» за Кейта Ван Хорна, Мориса Агера, ДеСагана Диопа, Трентона Хэссела, 3 млн долларов США, первые номеров драфтов 2008, 2010. Однако, несмотря на молодых игроков, как Джоша Буна и Шона Уильямса, становящихся основными игроками, и Маркуса Уильямса, показывающим прогресс, было немного ярких примечаний. Другие примечательные подвиги включали девятую позицию Ричарда Джефферсона в списке снайперов за сезон, появления Винса Картера в качестве лидера Нью-Джерси, а среднее показатели Винса Картера, по крайне мере, 20 очков, 5 подборов и 5 передач за игру, сезонное достижение уникально для него, Коби Брайанта и Леброна Джеймса. После провала попытки добраться до плей-офф президент команды Род Торн обещал, что изменения будут внесены, в то время как тренер Лоуренс Фрэнк поклялся, что «сезон, как это никогда не повторится» под его пребывания в должности.

### Финальные сезоны в Нью-Джерси 2008—2012
Следующее межсезонье, оказалось, было очень напряжённым для «Нетс». 26 июня 2008, Ричард Джефферсон был обменян в Милуоки за И Цзяньляна и Бобби Симмонса. Уход Джефферсона, наряду с Джейсоном Киддом ранее в том году, отметил начало новой эры в Нью-Джерси. «Нетс» заключили контракты с новичками Бруком Лопесом и Райаном Андерсоном, наряду с Крисом Дугласом-Робертсом. Нетс заполнили свой юный состав, заключая контракт с ветеранами Эдуардо Нахерой и Джарвисом Хайесом, обменивая разыгрывающего защитника Орландо Кейона Дулинга. Нетс закончили второй сезон подряд со статистикой 34-48, поделив одиннадцатое место в Восточной конференции с Милуоки. Девин Харрис заслужил играть в первом его Матче всех звёзд НБА и чуть не выиграл титул Самого прогрессирующего игрока НБА, и Брук Лопес финишировал в голосовании третьим в Новичке года НБА.

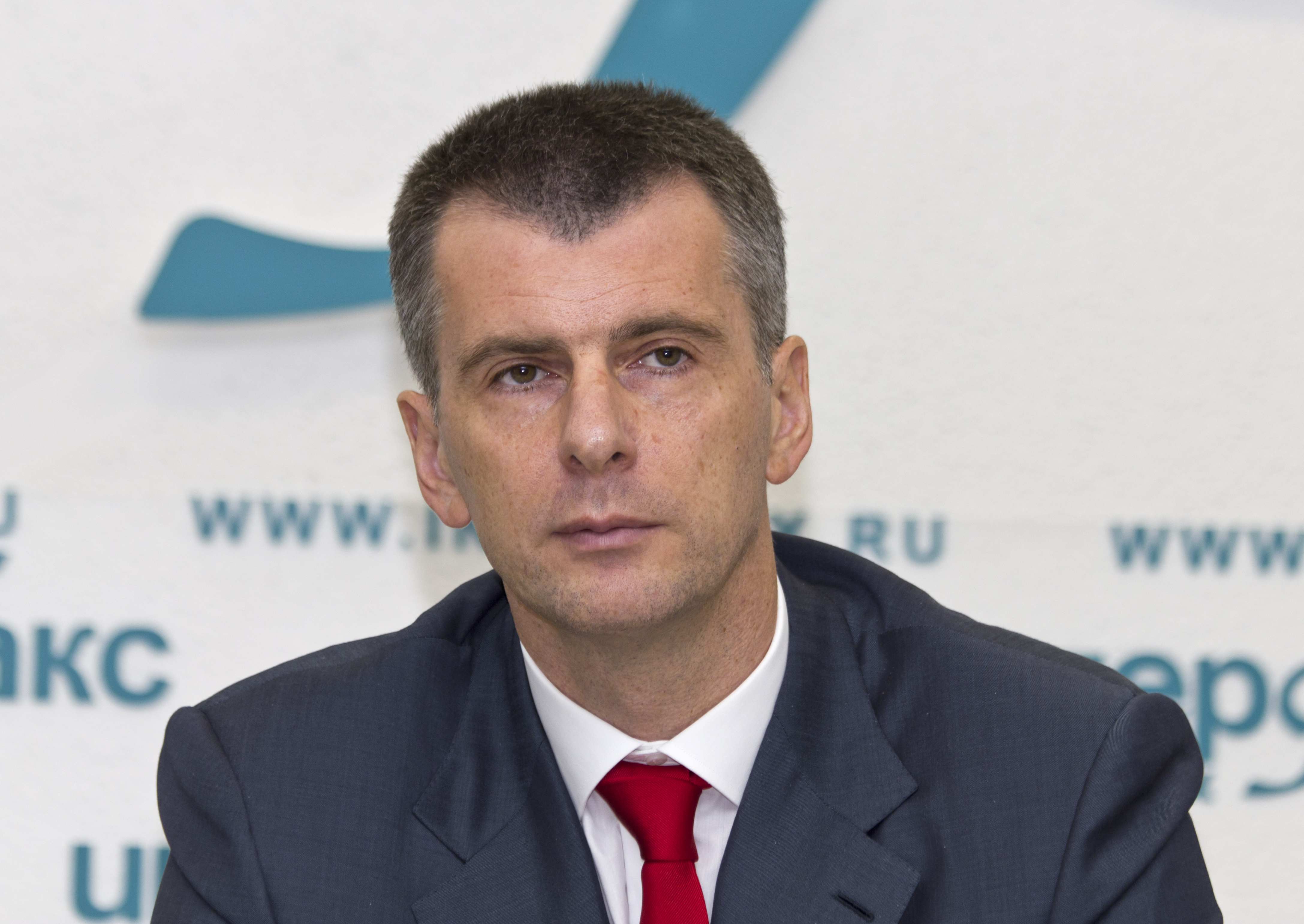
Михаил Прохоров, бывший хозяин клуба «Нетс»

26 июня 2009 года «Нетс» обменяли Райана Андерсона и Винса Картера в «Орландо Мэджик» на Рафера Элстона, Тони Баттье и Кортни Ли
24 сентября 2009 года Михаил Прохоров (занимающий второе место среди самых богатых людей в России согласно журналу Форбс), подтвердил своё намерение стать владельцем контрольного пакета «Нетс». Прохоров послал владельцам команды оферту, предлагающую, что контрольный пакет акций баскетбольного клуба продавался его компании (Онэксим) за символическую цену. В свою очередь, Прохоров финансировал бы заём для строительства арены за 700 миллионов долларов США в Бруклине и привлёк бы дополнительные средства от Западных банков. Прохоров заявил, что начал соглашение, чтобы продвинуть российский баскетбол к новому уровню развития.
После 16 поражений подряд (последнее против «Сакраменто Кингз») в начале сезона 2009-10, «Нетс» уволили главного тренера Лоуренса Франка. В качестве временной замены был назначен помощник тренера Том Барриз. Он проиграл свои первые две игры, далее выездную игру против «Лос-Анджелес Лейкерс» и затем домашнюю против «Даллас Маверикс», установив антирекорд НБА, выдав худший старт в истории при соотношении побед и поражений 0-18 (на одно поражение больше предыдущего антирекорда лиги в сезоне 1988-89 «Майами Хит»). Кики Вэндьюег заменил Барриза в качестве главного тренера 4 декабря, с Дель Харрисом, нанятым в качестве его помощника. Тренерский дуэт выиграл первую игру дома против «Шарлотт Бобкэтс», 97:91, тем самым прервав серию поражений из 19 игр, продолжавшейся от заключительной игры сезона 2008/09.
18 февраля 2010 Нетс заключили соглашение, по которому домашние игры они стали проводить в «Пруденшиал-центре» в Ньюарке, пока не откроется новая домашняя арена «Барклэйз-центр» в Бруклине.
29 марта 2010 Нетс впервые выигрывают у «Сан-Антонио Спёрс», начиная с финала НБА 2003 года. Их победа была 10-й в сезоне, тем самым они смогли избежать повторения антирекорда «Филадельфии 76» в сезоне 1972-73 по количеству поражений за сезон (73). Тем не менее, Нью-Джерси финишировали со статистикой из 12 побед и 70 поражений, став пятой командой, проигравшей 70 и более матчей за сезон: в сезоне 1972-73 «Филадельфия 76» (9-73), в сезоне 1986-87 «Лос-Анджелес Клипперс» (12-70), в сезоне 1992-93 «Даллас Маверикс» (11-71), в сезоне 1997-98 «Денвер Наггетс» (11-71).
18 мая 2010 года Нетс получили 3-й пик на Драфте НБА 2010, выбрав тяжёлого форварда Деррика Фейворса из Технологического института Джорджии.
10 июня 2010 Эвери Джонсон был назначен новым главным тренером «Нетс». Сэм Митчелл стал ассистентом главного тренера. «Нетс», имея место под потолком заработной платы, пытались подписать топ свободных агентов. Они искали расположения Криса Боша, Леброна Джеймса и Дуэйна Уэйда, чтобы подписать контракт хотя бы одним из них, но Бош, Джеймс и Уэйд образовали «большое трио» в «Майами Хит». Крупнейшей сделкой межсезонья для «Нетс» стало подписание Трэвиса Аутло, у которого был плохой год для команды. По окончании сезона «Нетс» амнистировали его контракт.
25 июня 2010 года многолетний президент клуба Род Торн подал в отставку. 14 июля 2010 года Билли Кинг был назван новым генеральным менеджером «Нетс».

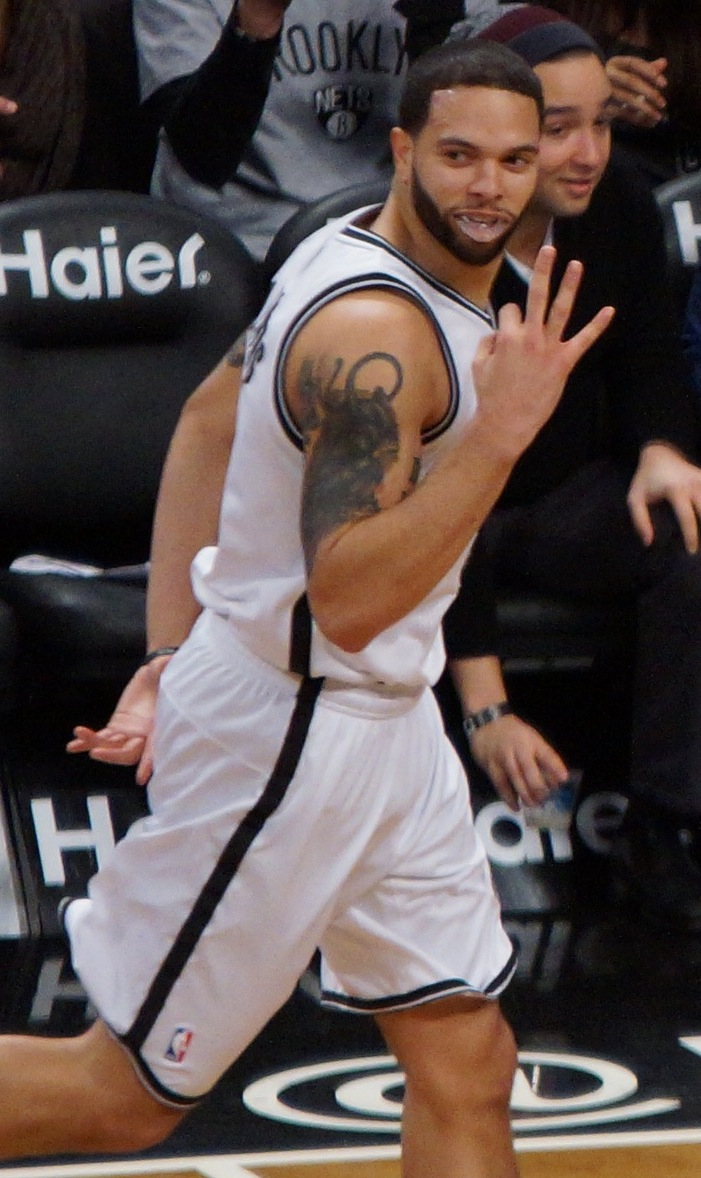
Звёздный разыгрывающий защитник Дерон Уильямс

«Нетс» начали свой первый сезон в Ньюарку плохо. Одной из причин было отвлечение на слухи об обмене Кармело Энтони, который по мнению многих хотел покинуть «Денвер Наггетс». 15 декабря 2010 года в результате трёхстороннего обмена «Нью-Джерси Нетс» подписали Сашу Вуячича. «Нетс» также вели длительные переговоры с «Денвер Наггетс» по поводу перехода в Нью-Джерси в результате различных обменов Кармело Энтони. Было подготовлено несколько вариантов сделок. 19 января 2011 года Михаил Прохоров остановил переговоры с «Наггетс». Перед паузой, связанной с проведением матча всех звёзд, «Нетс» выиграли 17 матчей и проиграли 40 игр, когда Кармело Энтони был обменян в «Нью-Йорк Никс». 23 февраля 2011 года Нью-Джерси заключил трёхстороннюю сделку. «Нетс» пополнился Дероном Уильямсом из «Юты Джаз» в обмен на Девина Харриса, Деррика Фейворса и двумя правами выбора на драфте. Из «Голден Стэйт Уорриорз» перешли Брэндан Райт и Дэн Гадзурич, в обратном направлении с истекающим контрактом последовал Трой Мёрфи с правом выбора на драфте.
Особняком в сезоне стояли две спаренные игры «Нетс» с «Торонто Рэпторс» в Лондоне 4 и 5 марта 2011 года. До них Нью-Джерси выиграли 17 раз и проиграли 43 встречи. Если в первом домашнем матче «Нетс» победили (116:103), то во второй игре они достигли успеха лишь в третьем овертайме (со счётом 137:136). Это были первые победы с момента обмена Дерона Уильямса.
23 апреля 2012 года «Нетс» сыграли свою последнюю игру в Нью-Джерси, в которой уступили Филадельфии 76 со счётом 105 на 87. В последней игре в качестве франшизы «Нью-Джерси Нетс» они проиграли в гостях Торонто Рэпторс 98 — 67. Команда, охваченная травмами в сезоне 2011/2012, выиграла 22 матча и уступила в 44 встречах и осталась пятый сезон подряд без плей-офф.

### Новая эра: переезд в Бруклин (2012—2015)

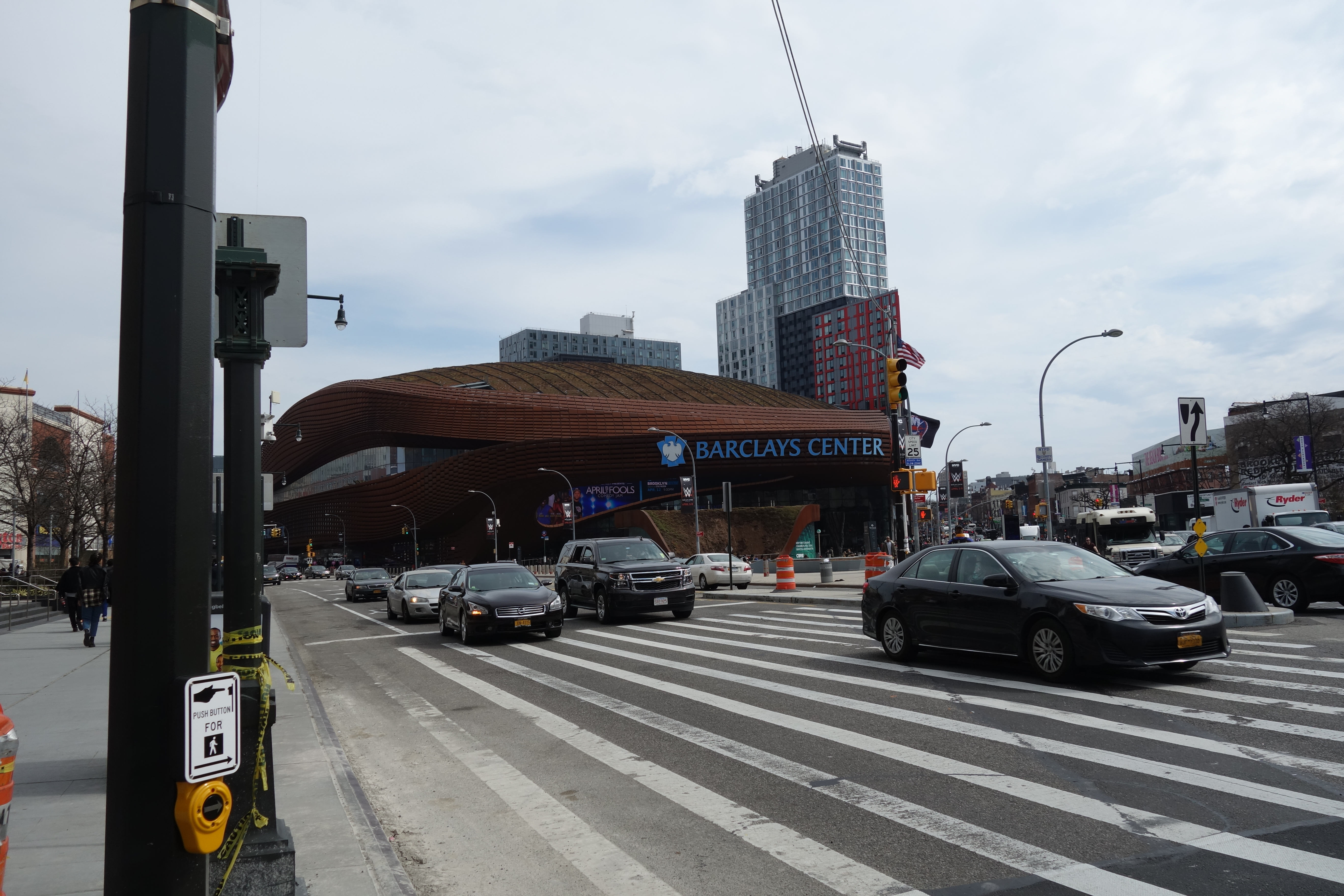
Barclays Center

28 июня 2012 года на Драфте НБА «Бруклин Нетс» выбрали Илкана Карамана и обменяли за деньги Тишона Тейлора и Торнике Шенгелия. На следующий день Дуайт Ховард, выступавший в «Орландо Мэджик», попросил генерального менеджера клуба Роба Хеннигана обменять его в «Нетс». Однако обмен не смог материализоваться, и клуб из Бруклина вышел из его обсуждения 11 июня. 11 июля 2013 года был официально объявлен обмен из «Атланта Хокс» 6-кратного участника матча всех звёзд Джо Джонсона на Джордана Уильямса, Жоана Петро, Дешона Стивенсона, Джордана Фармара, Энтони Морроу и 2 драфт-пика («Хьюстона» 1-й раунд 2013 и «Нетс» 2-й раунд 2017). В тот же день «Бруклин Нетс» и Дерон Уильямс официально подписали 5-летний контракт на сумму 98,7 миллионов долларов. Также Брук Лопес и Джеральд Уоллес подписали контракты с «Нетс» на 4 года. В Нью-Йорке открылся спортивный комплекс Barclays Center, построенный при участии Михаила Прохорова специально для купленной им два года назад баскетбольной команды «Бруклин Нетс» (в прошлом «Нью-Джерси Нетс»).
«Бруклин Нетс» начали сезон 2012/2013 с 11 победами при 4 поражениях. Как результат их тренер Эвери Джонсон был назван тренером месяца Восточной конференции. Однако в декабре месяце «Нетс» проиграли 10 матчей и победили в 3 играх, что привело к увольнению Эвери Джонсона с поста главного тренера. Его ассистент Пи Джей Карлесимо стал исполняющим обязанности главного тренера. В январе 2013 года после увольнения Джонсона «Бруклин Нетс» 11 раз выиграл и 4 раза проиграл. Перед перерывом, связанным с проведением матча всех звёзд, команда имела статистику 31 победа при 22 поражениях. На матч всех звёзд впервые был выбран Брук Лопес, как единственный представитель клуба.
После паузы, связанной с проведением матча всех звёзд, Дерон Уильямс увеличил среднюю результативность и помог «Бруклин Нетс» впервые выйти в плей-офф с сезона 2006/2007.
3 апреля 2013 года «Нетс» выиграли в гостях у «Кливленд Кавальерс» со счётом 113 на 95 и установили клубный рекорд по количеству побед в гостях (21) в сезоне за всё время выступления в НБА.
«Бруклин Нетс» играли в первом раунде плей-офф против «Чикаго Буллз». «Нетс» выиграли 1 матч и уступили 2 встречи подряд. В 4-м матче они вели 14 очков в 4-й четверти за 3 минуты и 16 секунд до её окончания, но в итоге проиграли матч в 3-м овертайме. «Бруклин Нетс» выиграл 2 следующих матча, но уступил в седьмой игре в Бруклине. По окончании сезона было объявлено, что Пи Джей Карлесимо не будет главным тренером «Нетс».
12 июня 2013 года вместо Пи Джей Карлесимо главным тренером «Бруклин Нетс» стал Джейсон Кидд, который завершил игровую карьеру 3 июня. Лоуренс Фрэнк, который ранее тренировал клуб, стал ведущим ассистентом Джейсона Кидда. Также в его тренерский штаб вошли Рой Роджерс, Эрик Хьюз, Даг Овертон.

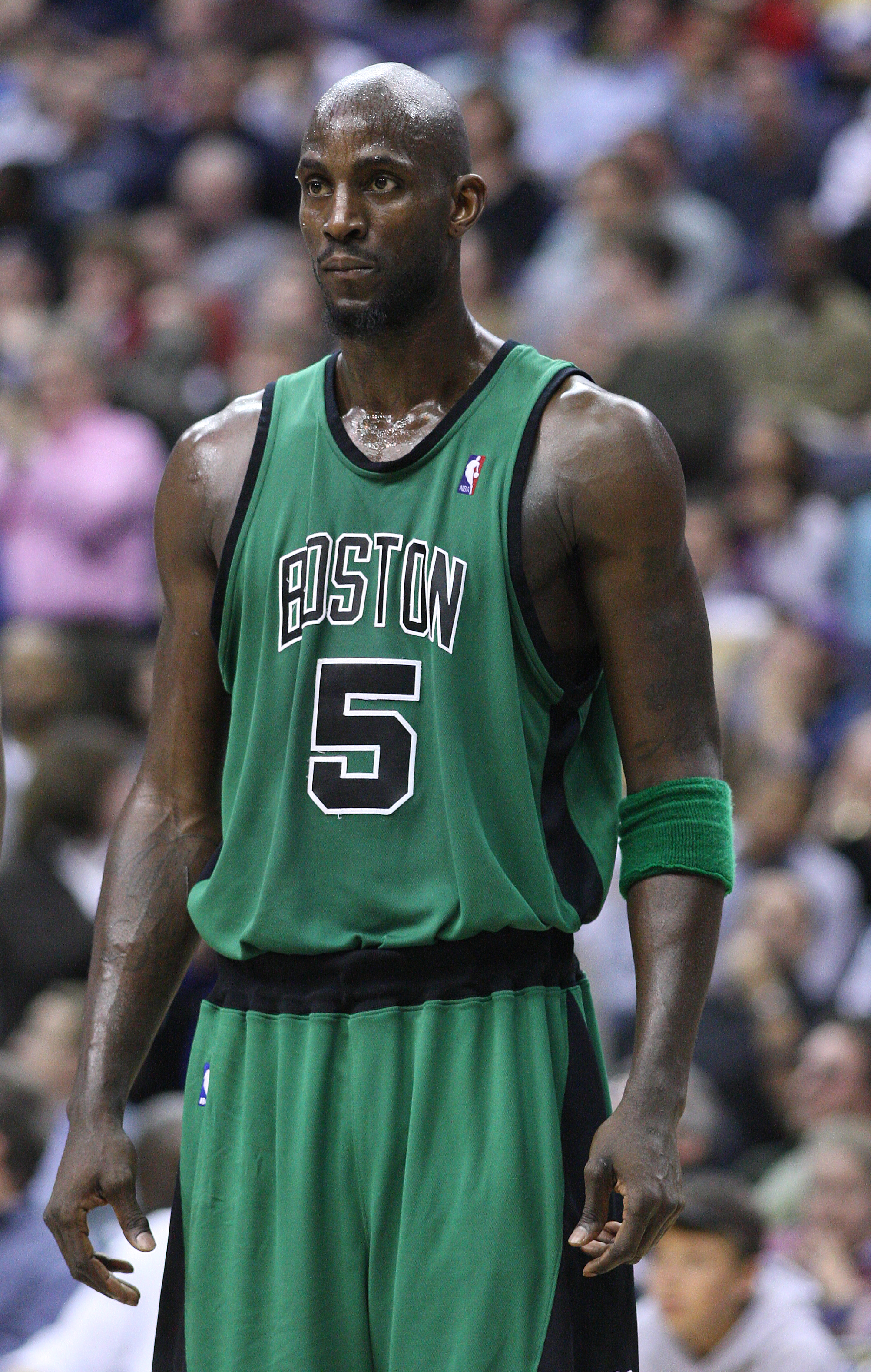
Кевин Гарнетт (новый центровый Бруклин)

27 июня 2013 года «Бостон Селтикс» достиг принципиального соглашения с «Бруклин Нетс» об обмене Кевина Гарнетта, Пола Пирса, Джейсона Терри, Ди Джей Уайта на Криса Хамфриса, Джеральда Уоллеса, Маршона Брукса, Кита Боганса, Криса Джозефа и три пика в первом раунде драфтов 2014, 2016, 2018. Соглашение содержит опцию «Селтикс» об обмене между клубами пиками первого раунда драфта 2017 и было завершено 12 июля. 27 июня 2013 года «Нетс» выбрали на драфте Мэйсона Пламли. 11 и 12 июля состав «Бруклин Нетс» пополнили соответственно свободные агенты Шон Ливингстон и Андрей Кириленко.
Сезон 2013/2014 начался для «Нетс» плохо: тренер-новичок Джейсон Кидд столкнулся с трудностями в адаптации к своей новой работе и с травмами, которые повлияли на способность команды выстроить постоянный состав. Команда начала сезон скомкано и к Новому году подошла со счётом 10—21 по разнице побед и поражений. Лоуренс Фрэнк, занимавший пост ассистента главного тренера «Бруклина» Джейсона Кидда, был понижен в должности и лишён права появляться на скамейке запасных команды по ходу матчей НБА из-за ссоры между ними. 20 декабря было объявлено, что центровой Брук Лопес выбыл до конца сезона, после того, как провёл 17 игр. Как сообщает корреспондент Гэри Тэнгэй, баскетболист получил перелом ноги второй раз за три года. Травма Лопеса заставила Кидда изменить свой стартовый состав, при этом Кидд выбрал Пола Пирса на место тяжёлого форварда, а Джо Джонсона на место лёгкого форварда и двух разыгрывающих защитников одновременно, этот шаг перевернул всю командную игру. Команда провела январь с 10 победами при 3 поражениях, свой первый приз лучшего тренера НБА в январе получил наставник «Бруклина» Джейсон Кидд. 26 февраля 2014 года «Нетс» проиграли «Портленду» со счётом 80—124, это было худшее поражение «Нетс» с 13 декабря 2003 года, когда они проиграли «Мемфис Гриззлиз» 63—110. 1 апреля 2014 Джейсон Кидд был признан лучшими тренерам месяца в НБА по итогам марта в Восточной конференции, в марте подопечные Кидда провели 16 матчей, из которых 12 выиграли, а в 4 потерпели поражение, продемонстрировав лучший коэффициент побед в Восточной конференции (0,750). В тот же день «Нетс» одержали победу над «Хьюстон Рокетс» 105-96, что позволило продлить серию домашних побед в истории франшизы до рекордных 14 подряд, а также обеспечили себе попадание в плей-офф. 8 апреля «Нетс» стали первой командой в эпоху «Miami Big 3» (Крис Бош, Леброн Джеймс и Дуэйн Уэйд), которые победили «Майами Хит» во всех 4 играх регулярного сезона.

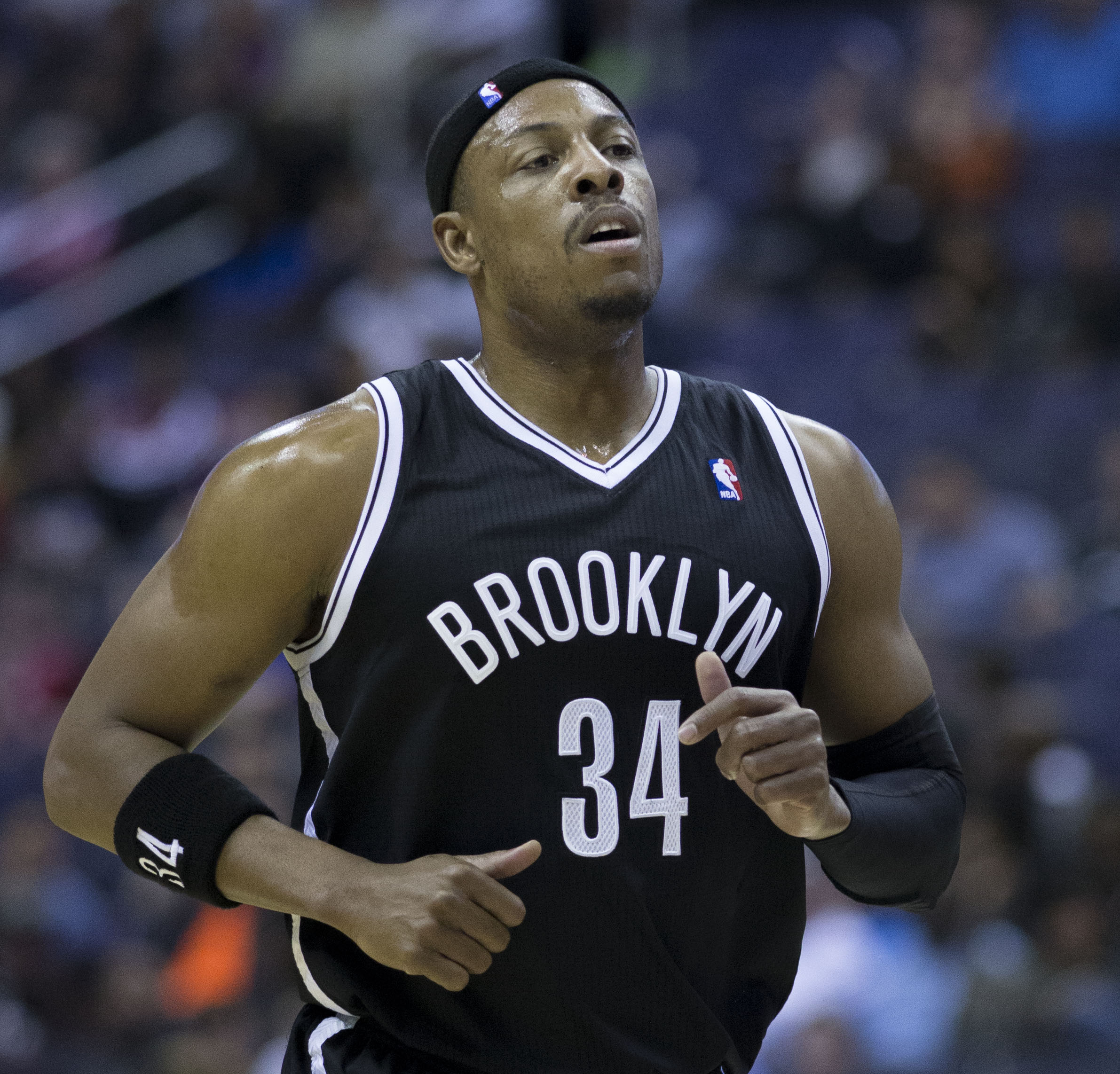
Пол Пирс (атакующий защитник)

4 мая 2014 года «Нетс» победили «Торонто Рэпторс» в первом раунде плей-офф НБА 2014 года, одержав победу в 7 игре 104—103 и впервые в истории франшизы с 3 попытки выиграли седьмой матч. К сожалению, сезон «Нетс» закончился после поражения 94-96 в 5 игре полуфинала конференции против «Майами Хит», той самой команды, которую они победили в регулярном сезоне. Мэйсон Пламли был выбран на матч новичков в команду Уэббера. В том матче он набрал 20 очков, 7 подборов, 1 результативную передачу, 4 перехвата и 1 блок-шот. В итоге команда Уэббера проиграла команде Хилла 136:142. Главный тренер «Бруклина» Джейсон Кидд отправился в «Милуоки» в обмен на пики второго раунда драфта в 2015-м и 2019-м годах, к такому соглашению пришли клубы. 1 июля Пол Пирс вышел на рынок свободных агентов, 13 июля подписал контракт с «Вашингтон Уизардс». Причину ухода из «Бруклин Нетс» Пирс назвал что руководство собиралось урезать платёжную ведомость, что исключит их из списка претендентов на титул. В результате они оказались в подвешенном состоянии, в котором Пирс не хотел находиться. Пирс также отметил, что рассчитывал завершить карьеру в «Нетс» вместе с Кевином Гарнеттом, но после того, как команда не предложила ему нового контракта, он стал искать другие варианты.
7 июля «Бруклин Нетс» официально представил Лайонела Холлинза в качестве нового главного тренера команды. 20 июля 2014 года Богданович подписал трёхлетний контракт на 10 миллионов долларов с франшизой. 19 ноября «Бруклин Нетс» на своей площадке проиграли матч с 3 овертаймами в 4 раз в истории клуба. Соперником «Бруклина» был «Милуоки Бакс», который выиграл со счётом 122 на 118. Главным тренером «Бакс» был Джейсон Кидд, который возглавлял «Нетс» в прошлом сезоне. К 1 января команда подошла с разницей побед поражений 15-16. 19 февраля 2015 Форвард «Бруклина» Кевин Гарнетт согласился на обмен в «Миннесоту» на форварда Таддеуса Янга, контракт Гарнетта предусматривает возможность отказаться от любого обмена, но он решил не пользоваться этим правом, чтобы вернуться в «Миннесоту Тимбервулвз». 20 марта 2015 «Нетс» на своей площадке выиграли матч с 3 овертаймами у «Милуоки Бакс» со счётом 129 на 117. «Бруклин» повторил рекорд клуба по числу матчей с дополнительным временем в сезоне. Рекорд был установлен в сезон 2010/2011 и равен 6 матчей с овертаймами. 15 апреля в последний день регулярного чемпионата, благодаря 28 очкам Бояна Богдановича «Бруклин» победил «Орландо» и вышел в плей-офф, где должен был встретиться с «Атлантой». 18 апреля лучшим новичком апреля в Восточной конференции был признан Боян Богданович. Регулярный сезон команда закончила с разницей 38-44 и заняла 8 место в Восточной конференции.
Первые два матча против «Атланты» завершились с проигрышем «Бруклин Нетс», «Атланта» пятый раз в истории клуба повела 2-0 в серии плей-офф до четырёх побед. Однако вернувшись домой в Барклайс-центр третью игру «Бруклин» выиграл со счётом 93-83, также во второй игре на своей площадке «Бруклин» победил «Атланту» и сравнял счёт в серии, Дерон Уильямс набрал 35 очков и повторил личный рекорд по результативности в плей-офф. 5 игру в серии «Атланта» проводила уже дома в Филипс-Арене, выиграла игру 107-97 и повели в серии 3-2, в последнем 6 матче 19 очков Брука Лопеса не помогли «Нетс» обыграть «Атланту», они проиграли 111-87 (4-2 в серии) и выбыли из плей-офф.
26 июня на драфте НБА 2015 «Портленд Трэйл Блэйзерс» и «Бруклин Нетс» осуществили обмен, в результате которого коллектив из Орегона заполучил центрового Мэйсона Пламли, а также права на защитника Пэта Коннотона, в обратном направлении проследовали права на форварда Рондэя Холлиса-Джефферсона, ушедшего с драфта под 23-м номером, а также разыгрывающий Стив Блэйк. Центровой Брук Лопес и форвард Таддеус Янг в качестве свободных агентов договорились с «Бруклином» о заключении новых контрактов. Лопес подписал трёхлетнее соглашение с возможностью досрочного разрыва после второго года, а также с определёнными гарантиями для «Нетс» на случай новых травм игрока. 27-летний Янг оформил четырёхлетнюю сделку. 11 июля разыгрывающий Дерон Уильямс достиг договорённости о досрочном расторжении контракта с «Бруклин Нетс». Договор между игроком и клубом был рассчитан ещё на два года, Дерон следом подписал двухлетнее соглашение с «Даллас Маверикс». Первую победу в сезоне «Бруклин» смог добыть только в матче против «Хьюстон Рокетс», начав сезон при 1-7 к 12 ноябрю. К январю 2016 года было уже 9-23. 23 декабря «Бруклин Нетс» официально объявил о покупке российским бизнесменом Михаилом Прохоровым оставшейся части акций клуба у Брюса Ратнера.

### Перестройка и борьба (2015—2019)

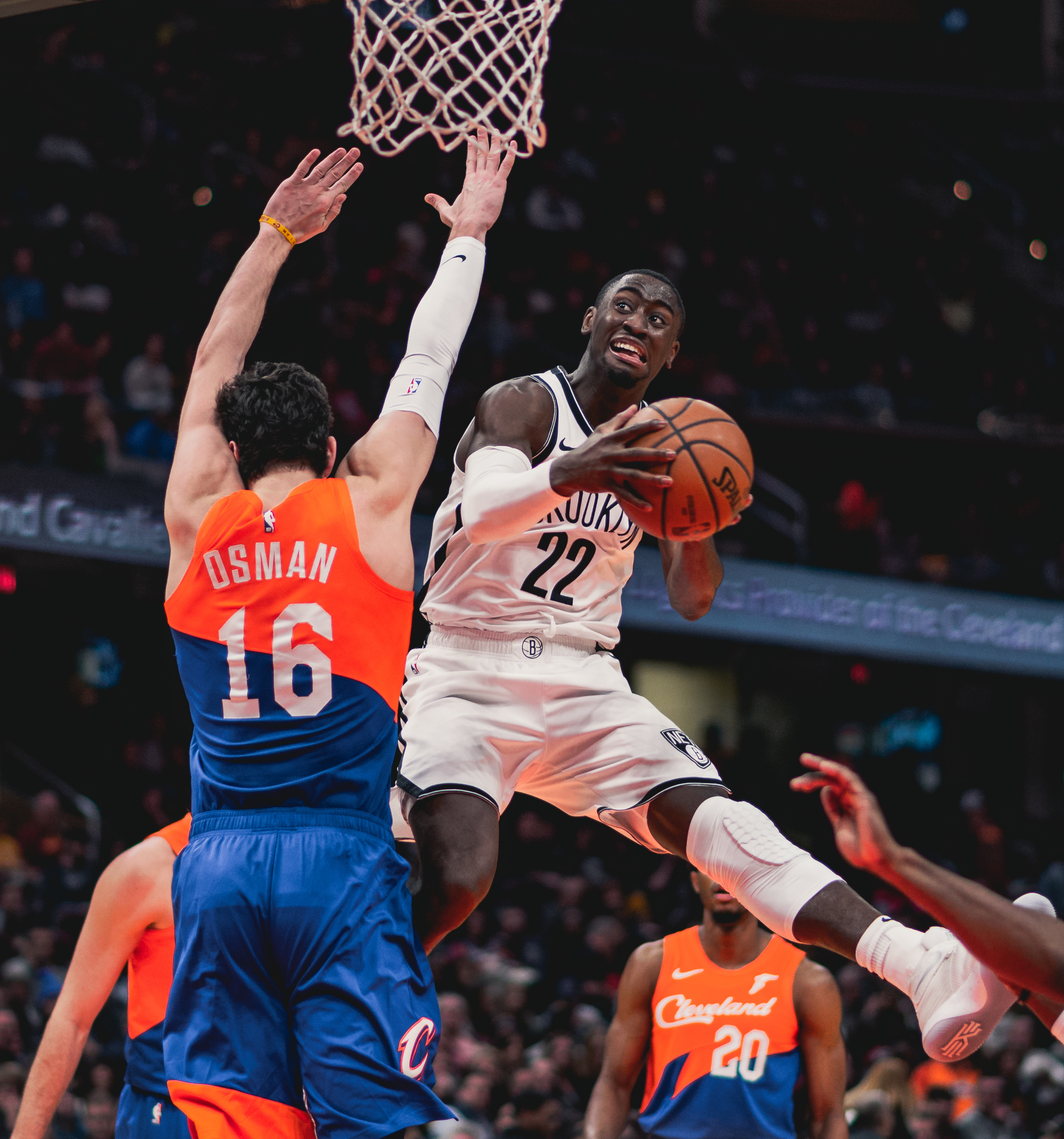
Карис ЛаВерт (20-й пик драфта 2016 года)

11 января 2016 года «Бруклин Нетс», провёл серьёзные изменения в руководстве. Клуб принял решение расстаться с главным тренером Лайонелом Холлинзом, временно исполняющим обязанности тренера был назначен его бывший ассистент Тони Браун. Также пост генерального менеджера оставил Билли Кинг. 18 февраля руководство клуба определилась с генеральным менеджером — на эту должность был назначен Шон Маркс. В апреле команда наняла бывшего помощника «Никс» и «Хокс» Кенни Аткинсона на пост главного тренера клуба. Бруклин Нетс" обменял своего мощного форварда Таддеуса Янга в «Индиану Пэйсерс» в обмен на 20-й пик драфта 2016 года, где выбрали Кариса Леверта. Летом 2016 года команда начала обновление, были выменяны или куплены такие игроки как Рэнди Фой, Энтони Беннетт, Тревор Букер, Луис Скола и Джереми Лин. Однако «Нетс» выступили даже хуже, чем ожидалось, показав на середину сезона худший показатель побед и поражений 8-33, в том числе 11-матчевую серию без побед с поражением от «Рэпторс» со счётом 119—109. Худший показатель был только на старте сезона 2009/2010, когда команда проиграла первые 18 матчей. Такая ситуация сложилась в том числе из-за травмы основного разыгрывающего Джереми Лина, который пропустил 29 из 41 игры из-за травмы подколенного сухожилия. 9 января 2017 года «Нетс» отчислили Энтони Беннетта, которого заменил Квинси Эйси, который подписал 10-дневный контракт. В феврале перед дедлайном «Вашингтон Уизардс» выменял у «Бруклин Нетс» форвардов Бояна Богдановича и Криса Маккалоха. В обратном направлении проследовали форвард Эндрю Николсон и защитник Маркус Торнтон, также «Нетс» заполучили защищённый пик первого раунда драфта 2017 года. В итоге команда финишировала с результатом 20-62, что стало худшим результатом лиги. Кроме того, в «Селтикс» отправился пик первого раунда как часть сделки, заключённой четыре года назад по переходу Пирса и Гарнетта.

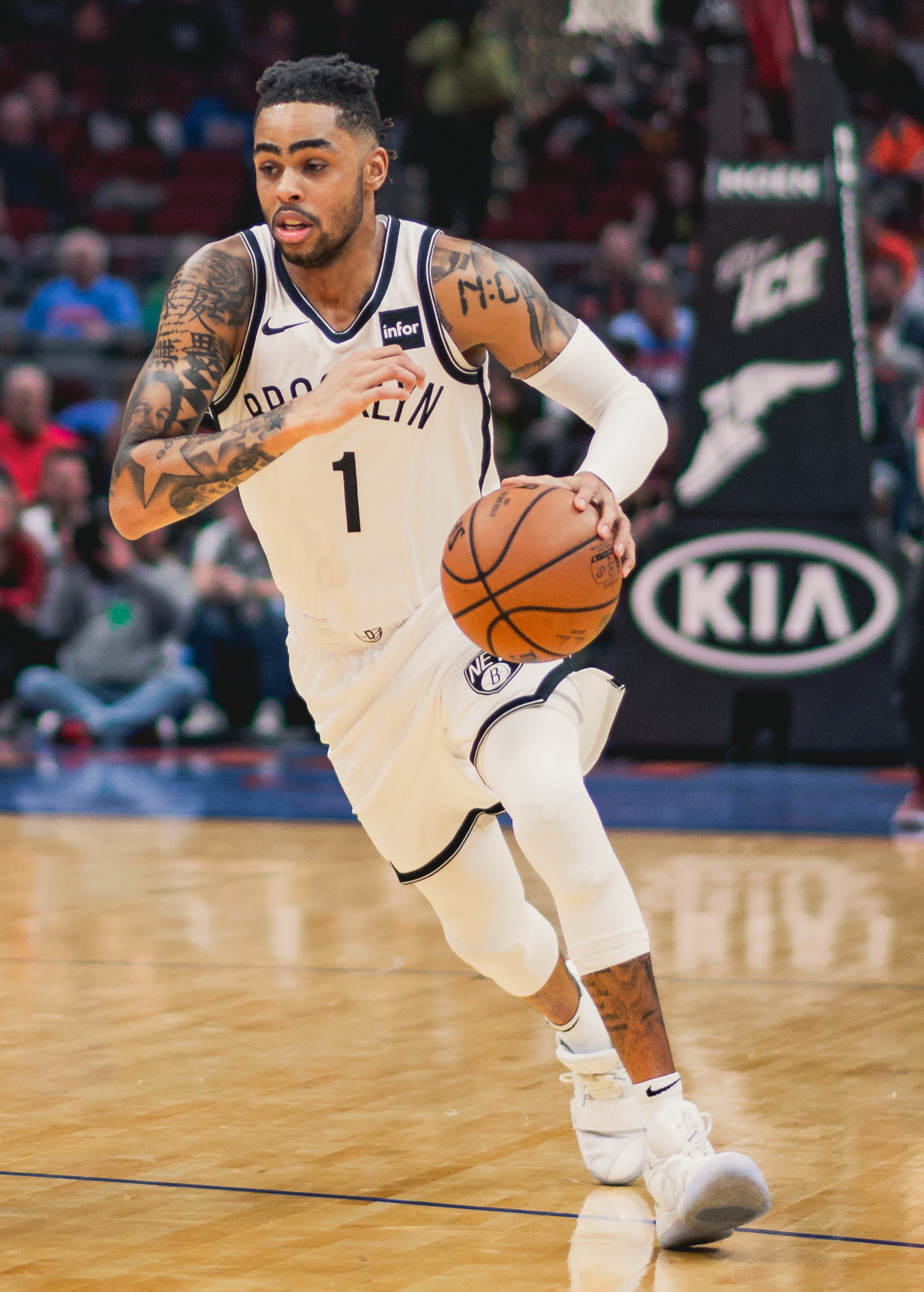
Д’Анджело Расселл (2-й выбор Драфта 2015)

20 июня 2017 года «Нетс» продали Лопеса и пик первого раунда драфта 2017 года в обмен на Д’Анджело Рассела и Тимофея Мозгова. На драфте НБА 2017 года «Бруклин Нетс» выбирал под 22 пиком, который получил при сделки с «Вашингтон Уизардс» и выбрали Джаррета Алена из колледжа Техас. 13 июля 2017 года Демарре Кэрролл был обменян вместе с драфт-пиками первого и второго раундов драфта 2018 года в «Бруклин Нетс» на Джастина Хэмилтона. Так же в летнее межсезонье команду пополнили такие игроки как: ДеМарре Кэрролл, Аллен Крэбб, Д’Анджело Рассел, Тимофей Мозгов, Тайлер Зеллер, Джаррет Аллен.
27 октября стало известно о наличии соглашения между Михаилом Прохоровым и Джозефом Цаем о купле-продаже 49 % акций «Бруклин Нетс». У Джозефа Цая будет возможность выкупить контрольный пакет акций клуба до конца 2021 года. Стоимость «Нетс» оценивается в 2,3 миллиарда долларов США. В состав сделки не входит домашняя арена «Бруклин Нетс» Барклайс-центр. «Нетс» заключат долгосрочное соглашение об аренде Барклайс-центра. 12 апреля 2018 сделка по купли-продажи части акций «Бруклин Нетс» была заключена.
В первом матче нового сезона 2017/2018 против «Индианы Пэйсерс» Джереми Лин снова получил травму, разрыв подколенного сухожилия правого колена и пропустил весь сезон 2017/2018. 8 декабря 2017 года «Бруклин» официально объявил о приобретении у «Филадельфии» центрового Джалила Окафора, защитника Ника Стаускаса и драфт-пика второго раунда 2019 года, принадлежащего «Нью-Йорк Никс». В обмен отправлен тяжёлый форвард Тревор Букер. Чтобы освободить место в составе, «Нетс» отчислили защитника Шона Килпатрика. Джалил Окафор был выбран «Сиксерс» на драфте 2015 года под 3-м номером. В игре против клуба «Юта Джаз» разыгрывающий защитник «Бруклин Нетс» Д’Анджело Расселл получил травму колена и пропустил 31 встречу, смог вернуться на площадку в игре против «Майами Хит». По итогам сезона «Бруклин» занял 12 место в Восточной конференции с разницей побед и поражений 28-54.
20 июня 2018 года «Шарлотт» и «Бруклин» договорились об обмене, в результате которого российский центровой Тимофей Мозгов перешёл в «Хорнетс», а Дуайт Ховард — в «Нетс». В результате сделки «Бруклин» сэкономит 17 миллионов долларов в сезоне-2019/20 и получит возможность подписать два максимальных контракта. 7 июля центровой Дуайт Ховард договорился о выкупе контракта с «Нетс», затем подписал двухлетнее соглашение с «Вашингтоном». Впервые в своей карьере в НБА Д’Анджело Рассел был выбран для участия в матче всех звёзд НБА 2019, где заменил травмированного защитника «Индианы» Виктора Оладипо на матче всех звёзд в Шарлотт. 7 апреля, одержав победу над «Индианой Пэйсерс» (108-96) «Нетс» обеспечили себе выход в плей-офф, впервые с сезона 2014/2015. Победив в последней игре регулярного сезона «Майами Хит» (113-94) «Бруклин» занял 6 место в Восточной конференции с показателем побед и поражений (42-40), что стало лучшим показателем с сезона 2013/2014. В первом раунде плей-офф «Нетс» встретились с «Филадельфией Севенти Сиксерс», «Бруклин Нетс» проиграли серию в пяти матчах.

### Кевин Дюрант и Кайри Ирвинг (2019—2023)
К открытию рынка свободных агентов НБА-2019 «Бруклин Нетс» подошёл в первые за долгие годы с максимальной разгруженной платёжной ведомостью в районе 69 млн. 7 июля «Бруклин Нетс» объявил о подписании контракта с разыгрывающим Кайри Ирвингом, а 8 июля о подписания контракта с Кевином Дюрантом. 18 сентября, перед началом сезона, российский бизнесмен Михаил Прохоров продал оставшийся 51 % акций баскетбольного клуба «Бруклин Нетс» соучредителю китайской интернет-компании Alibaba Group Джозефу Цаю, сообщается на сайте клуба НБА.
Ранее, в 2018 году, Цай приобрел у Прохорова 49 % акций клуба. Таким образом он стал единственным владельцем «Бруклина». Первый официальный матч сезона проходил в Барклайс-центре против «Миннесота Тимбервулвз» и был проигран со счетом 126 на 127, Кайри Ирвинг в данном матче, дебютном для себя, заработал 50 очков, плюс 8 подборов и 7 результативных передач. В матче против «Денвер Наггетс» Ирвинг получил рецидив травмы плеча и выбыл из строя до 13 января. После этого команда смогла сделать рывок из 12 матчей — выиграла 9, а к Новому году уже шла с показателями 16 побед и 16 поражений. Разыгрывающий клуба Национальной баскетбольной ассоциации «Бруклин Нетс» Кайри Ирвинг выбыл из строя, после того как повредил колено в матче регулярного чемпионата с «Вашингтон Уизардс», 1 февраля. Ирвинг неудачно приземлился на паркет в четвёртой четверти встречи, поборовшись с соперником. Это уже была вторая травма за сезон. Также стало известно, что Ирвинг пропустит остаток сезона из-за травмы, позже врачи пришли к общему мнению, что на этом этапе операция — наилучшее решение для всех. Руководство «Бруклин Нетс» приняло решение прекратить сотрудничество с Кенни Аткинсоном, занимавшим пост главного тренера команды, а временно исполняющим обязанности тренера будет Жак Вон. НБА сообщила, что приостановила матчи регулярного сезона из-за обнаружения у одного игрока «Юта Джаз» коронавирусной инфекции COVID-19, а через несколько дней у четверых игроков «Бруклин Нетс», включая Кевина Дюранта, была обнаружена коронавирусная инфекция. После приостановки сезона НБА 2019/20 «Бруклин» стали одной из 22 команд, приглашённых в «пузырь» НБА для участия в финальных 8 матчах регулярного чемпионата, где она приняла участие без Деандре Джордана, Спенсера Динуидди, Кевина Дюранта, Николаса Клэкстона, Кайри Ирвинга, Торина Принса, Уилсона Чендлера. Указанные игроки по разным причинам не приняли участия в рестарте сезона. 31 июля 2020 возобновили регулярный сезон. «Бруклин» проиграл «Орландо Мэджик» со счетом 118 на 128 а уже 7 августа гарантировали себе
участие в матчах плей-офф. «Нетс» второй сезон подряд вышли в плей-офф и в первом раунде встречались с «Торонто Рэпторс», и были разгромлены в четырёх матчах, действующие на тот момент чемпионы завершили сезон «Нетс» победой со счетом 150—122.
Перед началом сезона 2020/2021 было объявлено о новом главном тренере команды, им стал бывший разыгрывающий «Лос-Анджелес Лейкерс» и член Зала славы — Стив Нэш, он был призван заменить Кенни Аткинсона, который ушёл в отставку в середине предыдущего сезона. После 14 игр в сезоне 2020/2021 годов «Нетс» приобрели бывшего MVP Джеймса Хардена из «Хьюстон
Рокетс». В рамках сделки «Бруклин» отправил центрового Джаррета Аллена, форварда Торина Принса в «Кливленд Кавальерс», а атакующего защитника Кэрис Леверта в клуб «Индиана Пэйсерс», форварда Родиона Куруца в «Хьюстон Рокетс», а также пики 1-го раунда (2022, 2024, 2026) и 4 права обмена пиками (2021, 2023, 2025, 2027). Создав «Большую тройку» суперзвёзд с Харденом, Дюрантом и Ирвингом. В своем дебюте за «Нетс» Харден стал первым игроком в истории франшизы и всего лишь седьмым игроком в истории НБА, записавшим трипл-дабл в их дебютном встрече. В феврале Кевин Дюрант был назначен капитаном одной из команд матча всех звёзд, Кайри Ирвинг был назван стартовым игроком на матч всех звёзд 2021 года, в то время как Харден был объявлен резервным игроком, впервые в «Нетс» было назначено три игрока на матч всех звёзд за один сезон. В марте «Нетс» подписали бывшего шестикратного участника матча всех звёзд Блэйка Гриффина и семикратного участника матча всех звёзд Ламаркуса Олдриджа на оставшуюся часть сезона после выкупа у «Детройт Пистонс» и «Сан-Антонио Спёрс» соответственно. Однако Олдридж завершил карьеру, после того как принял участие в пяти матчах за «Нетс» из-за проблем со здоровьем. В плей-офф чемпионата «Нетс» встретились с принципиальными соперником «Бостон Селтикс». Первые два матча завершились за полным преимуществом команды из Бруклина, победив со счётом 104:93 и 130:108, но третья встреча, которая прошла в Бостоне на стадионе «Ти-Ди Гарден», завершилась победой хозяев со счётом 125:119, самым результативным в составе победителей стал Джейсон Тейтум, набравший 50 очков. «Бруклин Нетс» выиграв серию первого раунда плей-офф против «Бостон Селтикс» (4-1) и впервые за 7 лет вышел во второй раунд. Защитник Джеймс Харден оформил свой первый трипл-дабл за «Бруклин» в плей-офф, набрав 34 очка, 10 подборов и 10 передач, Кайри Ирвинг принес «Бруклину» 25 очков, Кевин Дюрант записал на свой счёт 24 балла, в решающем пятом матче серии Бруклин взял верх и победил со счетом (123:109, 4-1).Затем «Нетс» встретились с «Милуоки Бакс» в полуфинале конференции и проиграли серию в семи играх, при том что Милуоки удалось отыграться после 0-2 в серии и обеспечить себе место в четвёрке лучших команд НБА.
Первой большой новостью перед новым сезоном стало что форвард «Бруклин Нетс» Кевин Дюрант согласовал 4-летнее продление контракта с клубом на 198 миллионов долларов до окончания сезона 2025\2026. В межсезонье команда пополнилась такими игроками как Пол Миллсэп, Ламаркус Олдридж, Блэйк Гриффин, Патрик Миллз, Джеймс Джонсон. 12 октября руководством клуба в лице владельца «Нетс» Джозефа Цайа и генерального менеджера Шона Маркса было принято решение отстранить от тренировок и матчей команды разыгрывающего Кайри Ирвинга из-за отказа вакцинироваться. 17 декабря «Нетс» принял решение вернуть в состав 29-летнего звёздного американского разыгрывающего Кайри Ирвинга, который из-за отказа от вакцинации был отстранён от занятий с командой. Причины тому стали травмы, ковид-протоколы и чрезмерная нагрузка на суперзвёздных игроков в лице Хардена и Дюранта. После выездной победы над «Сан-Антонио Спёрс», команда вышла на чистое первое место как в дивизионе так и в восточной конференции, имея статистику по сезону 29 побед и 16 поражений. В последний день дедлайна «Бруклин» и «Филадельфия» договорились об обмене в результате, которого звездный защитник Джеймс Харден перейдет в «Сиксерс», «Нетс» получат разыгрывающего Бена Симмонса, атакующего защитника Сета Карри, центрового Андре Драммонда и два выбора в первом раунде драфта 2022 года с правом переноса на 2023 год и защищенный выбор в первом раунде драфта-2027 с защитой от 1-8. Пик 2027 года будет перенесен на 2028 год снова с защитой от 1-8. В 2029-м пик превратится в два пика второго раунда и 2 миллиона долларов. «Бруклин» завершили сезон с результатом 44-38, что позволило им занять седьмое место в Восточной конференции — и путевку в плей-офф, после победы в плей-ин над «Кливленд Кавальерс». Первый матч 1/8 финала восточной конференции проходил в Бостоне на «Ти-Ди Гарден». Команды провели равную первую половину и на большой перерыв ушли со счётом 57:57. В третьей четверти хозяева обеспечили себе преимущество в 11 очков, однако в заключительной двенадцатиминутке «Бруклин» сумел сначала сравнять счёт, а затем и вовсе выйти вперёд. Исход встречи же решил Джейсон Тейтум, который заработал два очка под финальную сирену, тем самым принеся первую победу в серии своей команд, матч закончился со счетом 115:114. Второй матч серии завершился победой хозяев со счётом 114:107, благодаря чему игроки «Селтикс» повели в серии — 2-0. Третья игрока проходила в Нью-Йорке на стадионе «Барклайс-центр». Встреча завершилась победой гостей со счётом 109:103, благодаря чему игроки «Селтикс» повели в серии — 3-0. Самый значительный вклад в победу «Бостона» внёс форвард Джейсон Тейтум, у которого на счету 39 очков, пять подборов и шесть передач. Наиболее результативным у «Бруклина» стал Брюс Браун — 26 очков, восемь подборов и три передачи. Четвёртая встреча завершилась победой гостей со счётом 116:112. Самым результативным в составе проигравшей команды стал Кевин Дюрант, который набрал 39 очков. Таким образом, счёт в серии стал 4-0 и «Бостон» вышел в четвертьфинал плей-офф НБА.
27 июня Кайри Ирвинг воспользовался опцией игрока в контракте на 36,9 млн долларов. Также перед подписание контракта ходили широко распространенные слухи о том, что он хочет стать неограниченно свободным агентом на фоне напряженных отношений с руководством «Нетс». 30 июня звездный форвард «Бруклина» Кевин Дюрэнт попросил клуб об обмене в другую команду. Игрок обратился с просьбой непосредственно к владельцу клуба Джозефу Цаю. В тот же день «Юта Джаз» отправила легкого форварда Ройса О’Нила в «Бруклин» в обмен на выбор в первом раунде драфта-2023. 23 августа 2022 года Кевин Дюрант отменил свой запрос на обмен после встречи с руководством «Нетс». Ранее Дюрэнт поставил ультиматум «Нетс», потребовав либо обменять его в другой клуб, либо избавиться от генерального менеджера Шона Маркса и главного тренера Стива Нэша. Все трое останутся в «Нетс». «Бруклин» больше не ведет переговоры об обмене игрока.
Сезон НБА 2022-23 начался неудачно для «Нетс», и к 1 ноябрю команда вела со счетом 2-5 и занимала 13-е место в Восточной конференции. После победы над Индиана Пэйсерс Бруклин Нетс и главный тренер команды Стив Нэш приняли решение расстаться «по обоюдному согласию», временным главным тренером был назначен Жак Вон. 3 ноября «Бруклин Нетс» отстранил защитника Кайри Ирвинга как минимум на пять матчей из-за его обвинений в антисемитизме. 9 ноября «Бруклин» объявил о назначении Жака Вона на должность главного тренера. Спустя 18 дней Кайри Ирвинг вернулся в команду после 8-матчевой дисквалификации. Набрал 14 очков в победном матче с «Мемфисом». 22 декабря «Бруклин» набрал 91 очко за первые 24 минуты игры в первой половине матча с «Голден Стэйт». Это новый рекорд клуба и 3-й результат в истории НБА. 5 января «Бруклин» не смог продлить свою победную серию из 12 матчей подряд, уступив «Чикаго» (112:121). 5 февраля стало известно, что звездный разыгрывающий Кайри Ирвинг перейдет из «Бруклина» в «Даллас». Нетс получат взамен разыгрывающего Спенсера Динуидди форварда Дориана Финни-Смита, незащищенный пик 1-го раунда драфта-2029 и два пика 2-го раунда (2027 и 2029). К последнему дню обменов стало известно, что Кевин Дюрэнт переходит в «Финикс Санз», «Нетс» получат форвардов (Кэмерон Джонсона, Микала Бриджеса), четыре пика 1-го раунда — 2023-го, 2025-го, 2027-го и 2029-го годов и возможность обмена пиками в 2028 году. «Санз» также получат форварда Ти Джей Уоррена
8 февраля 21-летний атакующий защитник «Бруклина» Кэм Томас стал самым молодым игроком в истории НБА, который набирал 40+ очков в трёх матчах подряд.«Бруклин» официально объявил о продлении контракта с главным тренером Жаком Воном  до конца сезона-2026/27. До продления в контракте Вона была опция команды на сезон-2023/24. 3 марта «Нетс» смогли отыграть отставание в 28 очков и победили «Селтикс» со счетом 115-105. Это было крупнейшее возвращение в сезоне 2022-23 . Регулярный чемпионат НБА «Бруклин» завершил на шестом месте Восточной конференции, одержав 45 побед и потерпев 37 поражений. 22 апреля Филадельфия» выиграла серию плей-офф со счётом 4-0.
После матча с «Милуоки Бакс» выяснилось что у Бена Симмонса раздражение нервов в нижней левой части тела, придется пропустить некоторое время. Благодаря трем победам в четырех играх ситуация, наконец, стабилизируется для «Бруклин Нетс» (20–28), которые по состоянию на конец января проиграли 11 из 13 и 17 из 21. Но с точки зрения турнирной таблицы ущерб уже нанесен, и еще неизвестно, смогут ли они его преодолеть. В крайний день дедлайна - «Бруклин» и «Торонто» договорились о проведении обмена. Разыгрывающий Деннис Шредер перейдет в «Нетс», в обратном направлении отправится защитник Спенсер Динуидди. После поражения в матче регулярного чемпионата от Юты Джаз, Жак Вон ,был уволен с поста главного тренера. Команда занимает 11-е место на Востоке с показателями 21-33. Исполняющим обязанности главного тренера «Нетс» назначен Кевин Олли. Олли работал помощником уволенного ранее Жака Вона с 2023 года. В начале марта,стало известно что Бен Симмонс выбыл из строя до конца сезона. Бруклин завершила сезон с результатом 32-50 под руководством исполняющего обязанности главного тренера Кевина Олли – пятого тренера во главе «Нетс» с 2020 года. 22 апреля 2024 года Жорди Фернандес был назначен главным тренером «Бруклина».

## Принципиальные соперники

### «Нью-Йорк Никс»
«Бруклин Нетс» и «Нью-Йорк Никс» — американские профессиональные баскетбольные команды, которые представляют Восточную конференцию НБА. Игры проводят между собой в рамках чемпионата с 1976 года. Исторически противостояние двух команд является больше географическим, чем соперничающим в сущности. «Никс» играют в Мэдисон-сквер-гарден в Манхэттене в одном из боро Нью-Йорка. «Нетс» играли в пригороде Нью-Йорка Лонг-Айленде и в штате Нью-Джерси, а с 2012 года выступают в Барклэйз-центре в Бруклине в другом боро Нью-Йорка. Команды встречались в плей-офф только три раза в первом раунде.
В своей истории противостояний «Нетс» и «Нью-Йорк Никс» обменивались господством в районе Нью-Йорка. Основные успехи «Никс» приходились в конце 1970-х годов и с конца 1980-х до конца 1990-х годов. «Нетс» был сильнее в начале 1980-х и 2000-х годах. С конца 2000-х годов и по настоящее время «Нью-Йорк Никс» чаще выигрывает у «Нетс».
|                  | Нью-Йорк Никс | Бруклин Нетс |
| ---------------- | ------------- | ------------ |
| Всего побед      | 95            | 90           |
| Регулярный сезон | 90            | 85           |
| Плей-офф         | 5             | 5            |

## Атрибутика клуба
Команда после переезда из Нью-Джерси в Бруклин сменила атрибутику клуба.

### Талисман команды
Брукли Найт (англ. BrooklyKnight) — официальный талисман «Нетс» после переезда в Бруклин. Он представляет собой нового супергероя первого в истории команд НБА. BrooklyKnight является защитником команды из Бруклина, защитником одного из больших районов Нью-Йорка, правителем Барклэйз-центра. 3 ноября 2012 года он спустился с потолка Барклэйз-центра среди искр и фанфар. Талисман был создан Marvel Entertainment. Комикс в честь талисмана команды на 32 страницах под названием «BrooklyKnight #1» был написан Джейсоном Аароном и разукрашен художником Майк Деодато.

### Гимн
3 ноября 2012 года «Нетс» представили новый гимн команды под названием «Brooklyn: Something To Lean On». Он был написан уроженцем Бруклина Джоном Форте. Песня примечательна своим припевом, в котором фигурирует песнопение «Бруклин». Последнее понравилось поклонникам в Барклэйз-центре.

## Статистика
| Статистика                                                                                | Выиграли | Проиграли | В-П% |
| ----------------------------------------------------------------------------------------- | -------- | --------- | ---- |
| Статистика Нью-Джерси Американс/Нью-Йорк Нетс в регулярном сезоне АБА (1967—1976)         | 374      | 370       | .503 |
| Статистика Нью-Джерси Американс/Нью-Йорк Нетс в плей-офф АБА (1967—1976)                  | 37       | 32        | .536 |
| Статистика Нью-Йорк Нетс/Нью-Джерси Нетс/Бруклин Нетс в регулярном сезоне НБА (1976—2020) | 1485     | 2065      | .418 |
| Статистика Нью-Йорк Нетс/Нью-Джерси Нетс/Бруклин Нетс в плей-офф НБА (1976—2020)          | 63       | 88        | .417 |
| Статистика выступлений в регулярном сезоне (1967—2020)                                    | 1859     | 2435      | .433 |
| Статистика выступлений в плей-офф (1967—2020)                                             | 100      | 120       | .455 |
| Всего статистика выступлений                                                              | 1959     | 2555      | .434 |

## Игроки и тренеры
- см. Список игроков «Бруклин Нетс»
- см. Список главных тренеров «Бруклин Нетс»

### Зал славы баскетбола
*Играл или тренировал, когда клуб выступал в АБА.

### Индивидуальные награды АБА
| Самый ценный игрок АБА - Джулиус Ирвинг — 1974, 1975, 1976 Самый ценный игрок плей-офф АБА - Джулиус Ирвинг — 1974, 1976 Новичок года АБА - Брайан Тэйлор 1973 | Первая сборная всех звёзд АБА - Рик Бэрри — 1971, 1972 - Билл Мелчионни — 1972 - Джулиус Ирвинг — 1974, 1975, 1976 Вторая сборная всех звёзд АБА - Брайан Тэйлор — 1975 Сборная всех звёзд защиты АБА - Майк Гейл — 1974 - Брайан Тэйлор — 1975, 1976 - Джулиус Ирвинг — 1976 | Сборная новичков АБА - Джон Роче — 1972 - Джим Чонс — 1973 - Брайан Тэйлор — 1973 - Ларри Кенон — 1974 - Джон Уильямсон — 1974 - Ким Хьюз — 1976 |

### Индивидуальные награды НБА
| Новичок года НБА - Бак Уильямс — 1982 - Деррик Колман — 1991 Менеджер года НБА - Род Торн — 2002 - Приз имени Дж. Уолтера Кеннеди - Уэйн Эллингтон | Первая сборная всех звёзд - Джейсон Кидд — 2002, 2004 Вторая сборная всех звёзд НБА - Бак Уильямс — 1983 - Джейсон Кидд — 2003 Третья сборная всех звёзд НБА - Дражен Петрович — 1993 - Деррик Колман — 1993 - Стефон Марбери — 2000 - Кайри Ирвинг — 2021 Первая сборная всех звёзд защиты - Джейсон Кидд — 2002, 2006 Вторая сборная всех звёзд защиты - Бак Уильямс — 1988 - Джейсон Кидд — 2003, 2004, 2005, 2007 | Первая сборная новичков НБА - Бернард Кинг — 1978 - Бак Уильямс — 1982 - Деррик Колман — 1991 - Кит Ван Хорн — 1998 - Кеньон Мартин — 2001 - Брук Лопес — 2009 - Мэйсон Пламли — 2014 Вторая сборная новичков НБА - Крис Моррис — 1989 - Керри Киттлс — 1997 - Ричард Джефферсон — 2002 - Ненад Крстич — 2005 - Маркус Уильямс — 2007 - Маршон Брукс — 2012 - Боян Богданович — 2015 |

### Текущий состав
| \| Поз. \| № \| Гражд. \| Имя \| Рост \| Вес \| Откуда \| \| ---- \| -- \| --------- \| ---------------- \| ------ \| ------ \| ----------------- \| \| Ф \| 0 \| ! \| Дарик Уайтхэд \| 198 см \| 100 кг \| Дьюк \| \| Ф \| 1 \| ! \| Заир Уильямс \| 206 см \| 84 кг \| Стэнфорд \| \| З \| 4 \| ! \| Дрейк Пауэлл \| 198 см \| 88 кг \| Северная Каролина \| \| Ф \| 7 \| ! \| Майкл Портер-мл. \| 208 см \| 99 кг \| Миссури \| \| З/Ф \| 8 \| Россия ! \| Егор Дёмин \| 206 см \| 86 кг \| Бригам Янг \| \| З \| 10 \| ! \| Тайсон Этьен \| 188 см \| 91 кг \| Уичита Стэйт \| \| Ф \| 12 \| Англия ! \| Тосан Эвбуомван \| 201 см \| 98 кг \| Принстон \| \| З \| 13 \| ! \| Тайриз Мартин \| 198 см \| 98 кг \| Коннектикут \| \| З/Ф \| 14 \| ! \| Теренс Мэнн \| 196 см \| 98 кг \| Флорида Стэйт \| \| Ф \| 16 \| ! \| Грант Нельсон \| 211 см \| 104 кг \| Алабама \| \| Ф/Ц \| 18 \| Израиль ! \| Дэнни Вульф \| 213 см \| 113 кг \| Мичиган \| \| З \| 19 \| Франция ! \| Нолан Траоре \| 191 см \| 79 кг \| Франция \| \| Ц \| 20 \| ! \| Дэйрон Шарп \| 206 см \| 120 кг \| Северная Каролина \| \| Ф \| 21 \| ! \| Ноа Клауни \| 206 см \| 95 кг \| Алабама \| \| Ф \| 22 \| ! \| Джейлен Уилсон \| 198 см \| 100 кг \| Канзас \| \| З \| 24 \| ! \| Кэм Томас \| 191 см \| 95 кг \| ЛСЮ \| \| Ф \| 26 \| ! \| Дрю Тимми \| 208 см \| 107 кг \| Гонзага \| \| Ц \| 33 \| ! \| Ник Клэкстон \| 211 см \| 98 кг \| Джорджия \| \| З \| 45 \| ! \| Кеон Джонсон \| 196 см \| 84 кг \| Теннесси \| \| З \| 77 \| Израиль ! \| Бен Сараф \| 198 см \| 91 кг \| Израиль \| | Главный тренер - Жорди Фернандес Ассистенты тренера - Трэвис Бэйдер - Дейвидас Дулькис - Райан Форхан-Келли - Датч Гэйтли - Коннор Гриффин - Джей Эрнандес - Стив Хетцель - Джуван Ховард - Кори Винсон Состав • Переходы Последнее изменение: 14 июля 2025 года |           |                  |        |        |                   |
| Поз. | № | Гражд.    | Имя              | Рост   | Вес    | Откуда            |
| Ф | 0 | !         | Дарик Уайтхэд    | 198 см | 100 кг | Дьюк              |
| Ф | 1 | !         | Заир Уильямс     | 206 см | 84 кг  | Стэнфорд          |
| З | 4 | !         | Дрейк Пауэлл     | 198 см | 88 кг  | Северная Каролина |
| Ф | 7 | !         | Майкл Портер-мл. | 208 см | 99 кг  | Миссури           |
| З/Ф | 8 | Россия !  | Егор Дёмин       | 206 см | 86 кг  | Бригам Янг        |
| З | 10 | !         | Тайсон Этьен     | 188 см | 91 кг  | Уичита Стэйт      |
| Ф | 12 | Англия !  | Тосан Эвбуомван  | 201 см | 98 кг  | Принстон          |
| З | 13 | !         | Тайриз Мартин    | 198 см | 98 кг  | Коннектикут       |
| З/Ф | 14 | !         | Теренс Мэнн      | 196 см | 98 кг  | Флорида Стэйт     |
| Ф | 16 | !         | Грант Нельсон    | 211 см | 104 кг | Алабама           |
| Ф/Ц | 18 | Израиль ! | Дэнни Вульф      | 213 см | 113 кг | Мичиган           |
| З | 19 | Франция ! | Нолан Траоре     | 191 см | 79 кг  | Франция           |
| Ц | 20 | !         | Дэйрон Шарп      | 206 см | 120 кг | Северная Каролина |
| Ф | 21 | !         | Ноа Клауни       | 206 см | 95 кг  | Алабама           |
| Ф | 22 | !         | Джейлен Уилсон   | 198 см | 100 кг | Канзас            |
| З | 24 | !         | Кэм Томас        | 191 см | 95 кг  | ЛСЮ               |
| Ф | 26 | !         | Дрю Тимми        | 208 см | 107 кг | Гонзага           |
| Ц | 33 | !         | Ник Клэкстон     | 211 см | 98 кг  | Джорджия          |
| З | 45 | !         | Кеон Джонсон     | 196 см | 84 кг  | Теннесси          |
| З | 77 | Израиль ! | Бен Сараф        | 198 см | 91 кг  | Израиль           |

## Домашние арены
| Название арены                    | Вместимость арены | Годы выступлений на арене |
| --------------------------------- | ----------------- | ------------------------- |
| Тинек амори                       | 5500              | 1967—1968                 |
| Лонг-Айленд-арена                 | 6000              | 1968—1969                 |
| Айленд-гарден                     | менее 5000        | 1969—1972                 |
| Nassau Veterans Memorial Coliseum | 15 000            | 1972—1977                 |
| Рутгерс атлетик-центр             | 8000              | 1977—1981                 |
| Айзод-центр                       | 20 049            | 1981—2010                 |
| Пруденшал-центр                   | 18 500            | 2010—2012                 |
| Барклэйз-центр                    | 18 000            | 2012                      |

## Клуб лиги развития НБА
«Лига развития НБА» (англ. «The NBA Development League», или просто англ. «NBA D-League») — официальная младшая лига НБА, состоящая из фарм-клубов, привязанных к клубам главной лиги. За время существования «Нетс» у них было 3 фарм-клуба из «Д-Лиги»:
- Роанок Даззл (2005—2006 годы)[126]
- Колорадо 14 (2006—2009 годы)[127][128][129]
- Спрингфилд Армор (2009—2014 годы)[130]
- Форт-Уэйн Мэд Энтс (2014—2015)[131]

С начала сезона 2011/2012 «Нетс» единолично управляли клубом Лиги развития НБА «Спрингфилд Армор». «Нетс» стали второй командой, которая имеет фарм-клуб в Д-Лиге на основе гибридной модели (Первым клубом был «Хьюстон Рокетс» с «Рио-Гранде Вэллей Вайперс»). Владельцы «Спрингфилд» будут сохранять контроль над бизнесом, маркетингом и повседневными операциями. «Нетс» будет иметь контроль над решениями о тренерском штабе и комплектовании игроков. Однако по окончании сезона 2013/2014 «Детройт Пистонс» купили «Армор», перевезли команду и сменили наименование на «Гранд-Рапидс Драйв».
5 ноября 2015 года стало известно, что у «Бруклин Нетс» будет своя команда в «лиге развития НБА», начиная с сезона 2016/2017. Она будет называться «Лонг-Айленд Нетс» и станет 22-й командой «Д-Лиги». «Лонг-Айленд Нетс» будут играть в «Барклайс-центре», а потом выступать в «Нассау Колизеум».

## Книги
- Terry Pluto. Loose Balls: The Short, Wild Life of the American Basketball Association. — Simon & Schuster, 1990. — ISBN 978-1-4165-4061-8.
- Connie Kirchberg. Hoop lore: a history of the National Basketball Association. — McFarland, 2007. — 339 с. — ISBN 078642673X.
- Bill Simmons. The Book of Basketball: The NBA According to the Sports Guy. — ESPN Books, 2009. — ISBN 978-0-345-51176-8.